# 芝加哥藝術博物館
芝加哥藝術博物館（英語：Art Institute of Chicago），是一座位於美國伊利諾州芝加哥的美術館，於1879年成立，是世界上最古老、規模最大的藝術博物館之一。該博物館因其策展與展示大量藝術家的作品而受到歡迎，每年共有約150萬人參觀。該博物館的收藏由11個策展部門管理，並保存了喬治·秀拉的《大碗岛的星期天下午》、巴勃羅·畢卡索的《老吉他手》 、愛德華·霍普的《夜遊者》和格兰特·伍德的《美国哥特式》等名作，博物館永久收藏近300,000件藝術品，每年舉辦30多個特展。
作為研究機構，芝加哥藝術博物館還設有保護與保護科學系、五個保護實驗室，以及全國最大的藝術史和建築圖書館之一瑞爾森和伯納姆圖書館收藏品的增加，導致原沿用1893年芝加哥哥伦布纪念博览会的館舍後續進行了多次的增建工程。最近的擴建工程是由倫佐·皮亞諾設計的現代翼棟，並於2009年開放，將博物館的佔地面積增加到近100萬平方英尺，使其成為僅次於大都會藝術博物館的美國第二大藝術博物館。藝術博物館與芝加哥艺术学院主要建築物相連，使其成為美國為數不多的統一藝術機構之一。
2017年，藝術學院接待參觀者1,619,316人次，位列全球參觀人數第35位的美術館。然而在2020年因嚴重特殊傳染性肺炎疫情，博物館關閉了169天，參觀人數比2019年下降了78%，至365,660人。

## 歷史

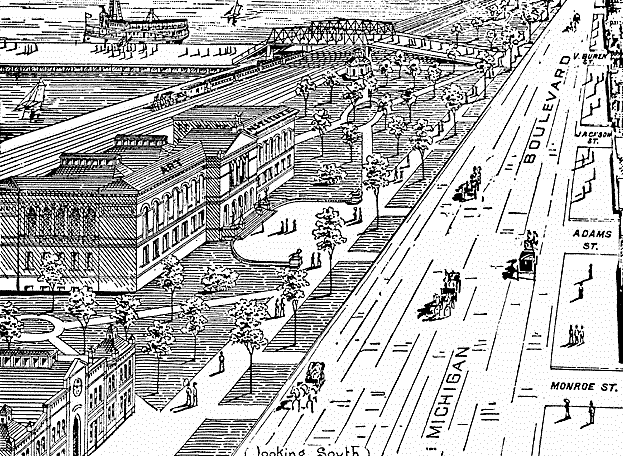
1893年新建的芝加哥藝術博物館素描，並展示了當代格蘭特公園的大部分地區仍淹沒在密歇根湖下，鐵路則沿著博物館後面的海岸線延伸。

1866年，共有35名藝術家在迪爾伯恩街的一個工作室成立了芝加哥設計學院，經營一所擁有自己藝術畫廊的免費學校。該組織以歐洲的藝術學院（如皇家艺术研究院）為藍本，由院士和副院士組成。伊利諾州州長於1867年3月授與學院特許狀，使其免交財產稅。芝加哥設計學院的課程始於1868 年，採每日開課制，每月費用為10美元。課程的成功使得學校於1870年建造一個新廳舍，並西亞當斯街66號落成。然而當1871年芝加哥大火摧毀了新廳舍後，學院陷入了債務困境，到了1878年，學院負債10,000美元。成員們試圖通過與當地商人交易來拯救這個陷入困境的機構，直到1879年，一些成員最終放棄了機構，另行成立了一個名為芝加哥美術學院的新組織。同年芝加哥設計學院破產時，新的芝加哥美術學院在拍賣會上買下了它的總資產。
1882年，芝加哥美術學院更名為現在的芝加哥藝術學院，並選舉銀行家和慈善家查爾斯·哈欽森為第一任院長，哈欽森是許多芝加哥組織的主席，包括芝加哥大學，在他擔任院長期間，他決定藝術學院轉變為世界級的博物館，因此在在1882年，該組織在密歇根大道西南角和範布倫街以45,000 美元的價格購買了土地。該土地上現有的商業建築被用作該美術學院的總部，並在其後面建造了一座新建築，作為畫廊空間並容納學校的設施。{到了1885年1月，當受託人注意到需要為該組織不斷增長的收藏提供額外的空間，並為此購買了密歇根大道正南的空地。原本的商業建築被拆除，哈欽森聘請著名建築師約翰·威爾博恩·魯特設計一座建築，該建築將在密歇根大道上創造「令人印象深刻的存在」。
隨著芝加哥哥伦布纪念博览会的宣布將於1892-93年舉行，藝術學院要求在湖濱建造先使用於博覽會，但之後由學院使用的建築。當芝加哥市政府同意後，該建築在展會的第二年及時完工。建築成本通過出售密歇根/範布倫的財產支付。1893年10月31日，研究所遷入新大樓。在 1893年12月8日的開幕酒會上，西奧多·托馬斯和芝加哥交響樂團則擔任活動的表演演出。
從1900年代初到 1960 年代，學院與洛根家族（董事會成員）一起提供洛根藝術獎章，該獎項為授予美國藝術家最傑出的獎項之一。1959年至 1970年間，在策展人休·愛德華茲和他的助手領導下，藝術博物館開始於畫廊展示紀實攝影。
1980年代，時任館長詹姆斯·N·伍德對藝術博物館的藏品進行了重大擴展，並監督設施的重大翻新和擴建項目。正如《紐約時報》所描述的，作為「該國最受尊敬的博物館領袖之一」，伍德舉辦了保羅·高更、克勞德·莫內和文森·梵谷的大型展覽，創下博物館的參觀記錄。伍德於2004年從博物館退休。.
芝加哥藝術博物館在21世紀初開始建造位於哥倫布和門羅西南角的「現代翼」。該項目由普利兹克建筑奖得主建築師倫佐·皮亞諾設計，並於2009年5月16日竣工正式向公眾開放。該棟建築物以264,000平方英尺（24,500 平方米）的空間，使芝加哥藝術博物館成為第二個美國最大的藝術博物館。目前該建築收藏了世界知名的20世紀和21世紀的藝術藏品，特別是現代歐洲繪畫和雕塑、當代藝術、建築和設計以及攝影。在2014年的首次調查中，旅遊評論網站和論壇貓途鷹對於數百萬旅行者的意見回顧調查，並將芝加哥藝術博物館評為世界上最好的博物館。
該博物館在2015年收到了可能是其歷史上最大的藝術禮物。收藏家斯特凡·艾德利斯和蓋爾·尼遜捐贈了批是世界上有史以來最偉大的戰後波普藝術作品。捐贈的藝術品包括安迪·沃荷、賈斯珀·瓊斯、塞‧湯伯利、傑夫·昆斯、查爾斯·雷、理查德·普林斯、辛蒂·雪曼、羅伊·李奇登斯坦和葛哈・利希特的作品。博物館同意將捐贈的作品至少展出50年。2018年6月，博物館收到了5000萬美元的捐款，這是其歷史上宣布的最大單筆捐款。

## 收藏
芝加哥藝術博物館的藏品涵蓋5,000多年以來世界各地文化的藝術作品，並包含11個策展部門，總計約300,000多件藝術品，從早期的日本浮世繪，到拜占庭帝國的藝術再到當代美國藝術，並主要以美國保存最多的西方繪畫收藏而聞名。

### 美洲、非洲和印度藝術
藝術博物館的非美洲、非洲和印度藝術收藏品，在密歇根大道大樓南端的兩個畫廊展出。非洲系列包括跨越非洲大陸的400多件作品，突出陶瓷、服裝、面具和珠寶等。
美洲印第安人系列，包括北美原住民藝術和中美洲和安第斯山脈的作品。從陶器到紡織品，該系列匯集了各種各樣的無間，旨在說明橫跨美洲的藝術主題和美學焦點。

### 美國藝術

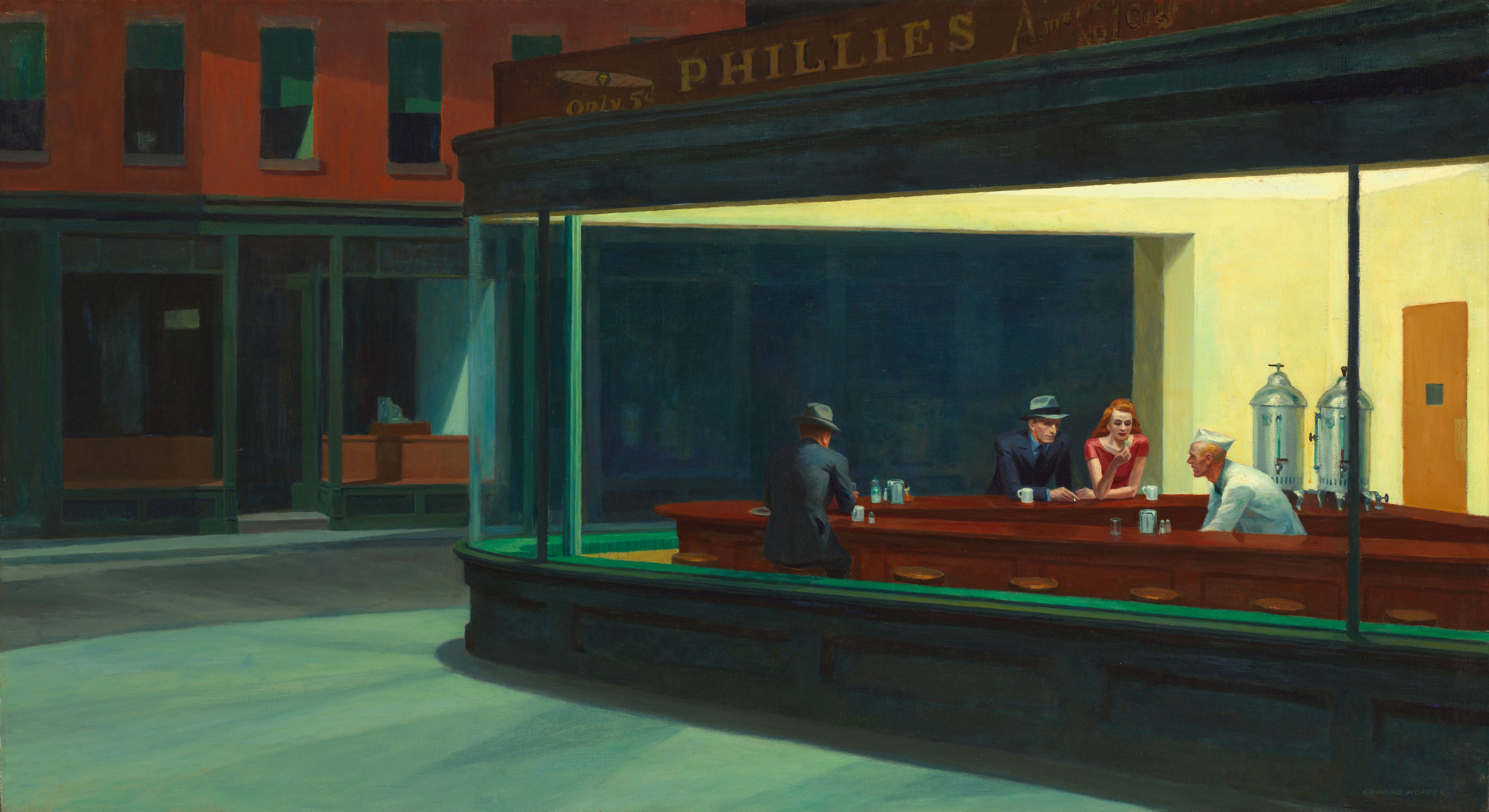
《夜遊者》· 愛德華·霍普，1942年

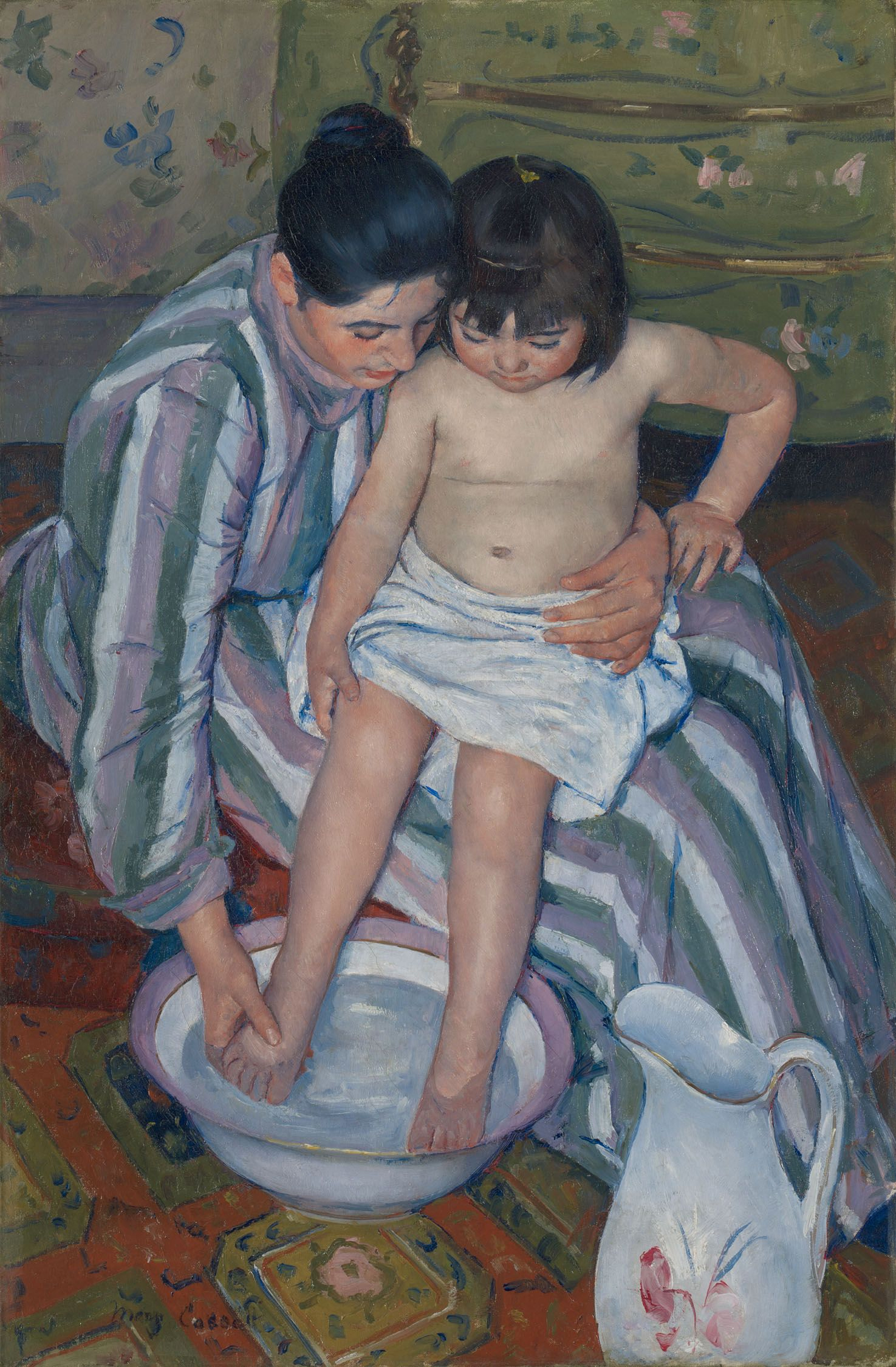
《孩童沐浴》·玛丽·卡萨特，1891–92年

藝術博物館的美國藝術收藏品，包含美國藝術當中的一些最著名的作品，如愛德華·霍普的《夜遊者》、玛丽·卡萨特的《孩童沐浴》和格兰特·伍德的《美国哥特式》，收藏範圍從殖民地藝術橫跨到現代和當代繪畫。
博物館於1942年以3,000美元的價格購買了《夜遊者》，它的收購同時也讓這幅畫進入大眾的視野。當了當代，《夜遊者》被認為是霍珀最著名的畫作，也是美國藝術中最知名的形象之一，譽為「美國文化的象徵」，《美國哥德式》則是自1930年以來一直在博物館的收藏中，僅在2016年才首次借出北美以外進行巡迴展覽。伍德的作品描繪了被稱為「世界上最著名，且冷酷的美國鄉村父女」。它於1930年參加了藝術學院的比賽，雖然不是一些評審的首選，但最終該作品依然獲獎並被博物館收購。

### 古代和拜占庭藝術
藝術博物館的古代收藏品跨越了近4,000年的藝術和歷史，展示了古希臘、伊特魯里亞、古羅馬和古埃及等古代文明的文物，時代排序則延伸到拜占庭帝國。包括雕塑、馬賽克、陶器、珠寶、玻璃、青銅、古錢幣收藏等。該系列約有5,000 件作品。另外博物館還收藏一位名叫Paankhenamun的木乃伊和其木乃伊盒。

### 建築與設計
藝術博物館的建築與設計保存從1870年代到至今的140,000多件建築模型、圖紙、設計稿，該系列涵蓋近代景觀建築、結構工程和工業設計，包括法蘭克·洛伊·萊特、路德維希·密斯·凡德羅和勒·柯比意的作品。

### 亞洲藝術
藝術博物館的亞洲收藏跨越近5000年的歷史，包括來自中华文化、韓國、日本、印度、東南亞以及近東和中東的文物。收藏品中共有35,000 物品，展示了青銅器、陶瓷和玉器以及紡織品、屏風、木刻和雕塑。

### 歐洲裝飾藝術

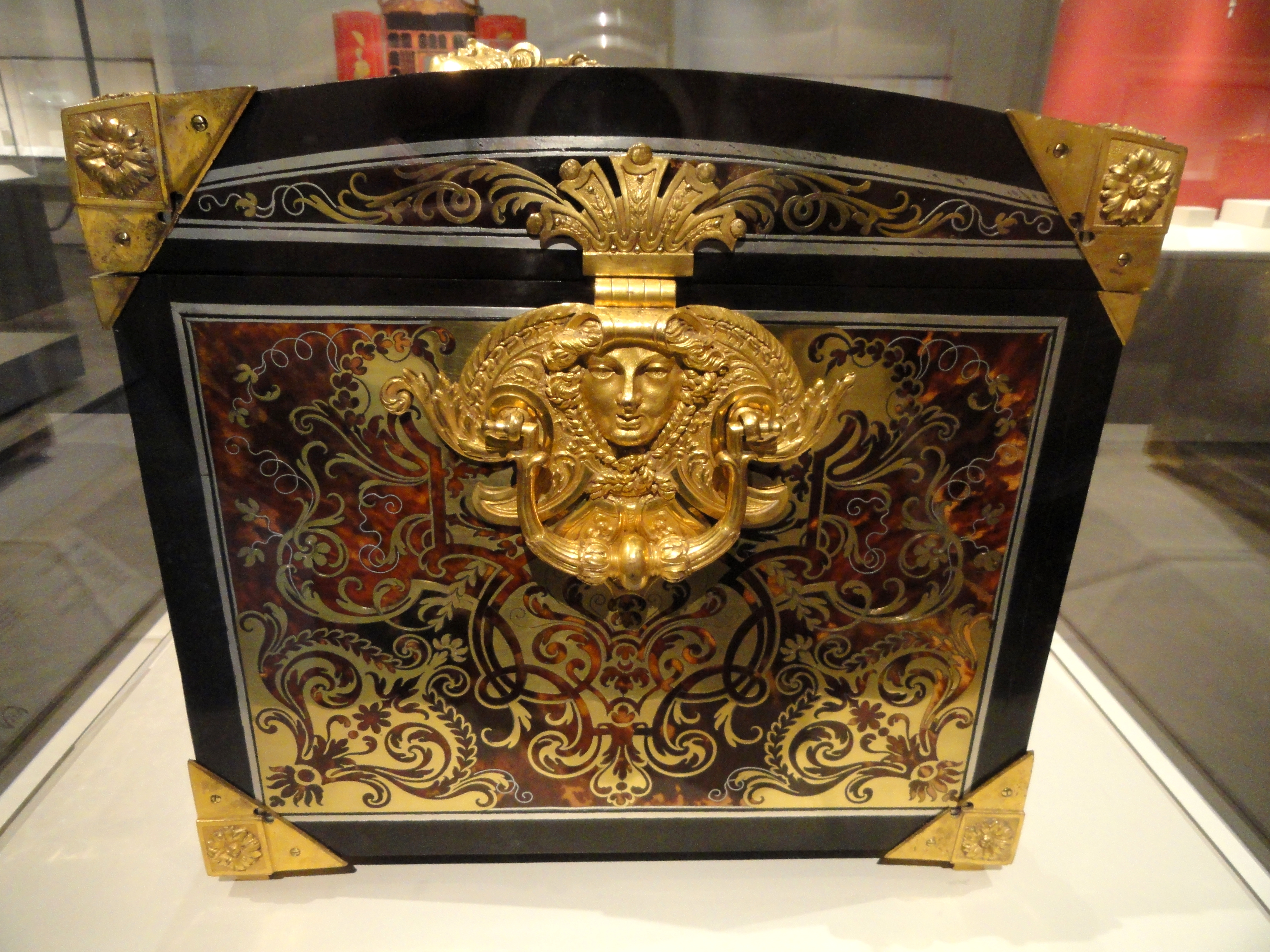
18世紀，來自法國櫥櫃製造商布爾工作室的裝飾藝術品

藝術博物館的歐洲裝飾藝術品，展示從公元1100年保存至今的25,000件家具、陶瓷、金屬製品、玻璃、琺瑯和象等牙。該部門包含曾有亞瑟·魯布洛夫鎮紙收藏中的 1,544 件物品和68間1:12 比例索恩微型房間模型，這些裝飾藝術品展示了從中世紀到 193 年代的美國、歐洲和亞洲的傢俱設計風格，鎮紙和索恩微型房間模型都位於博物館的一樓。

### 歐洲繪畫和雕塑藝術

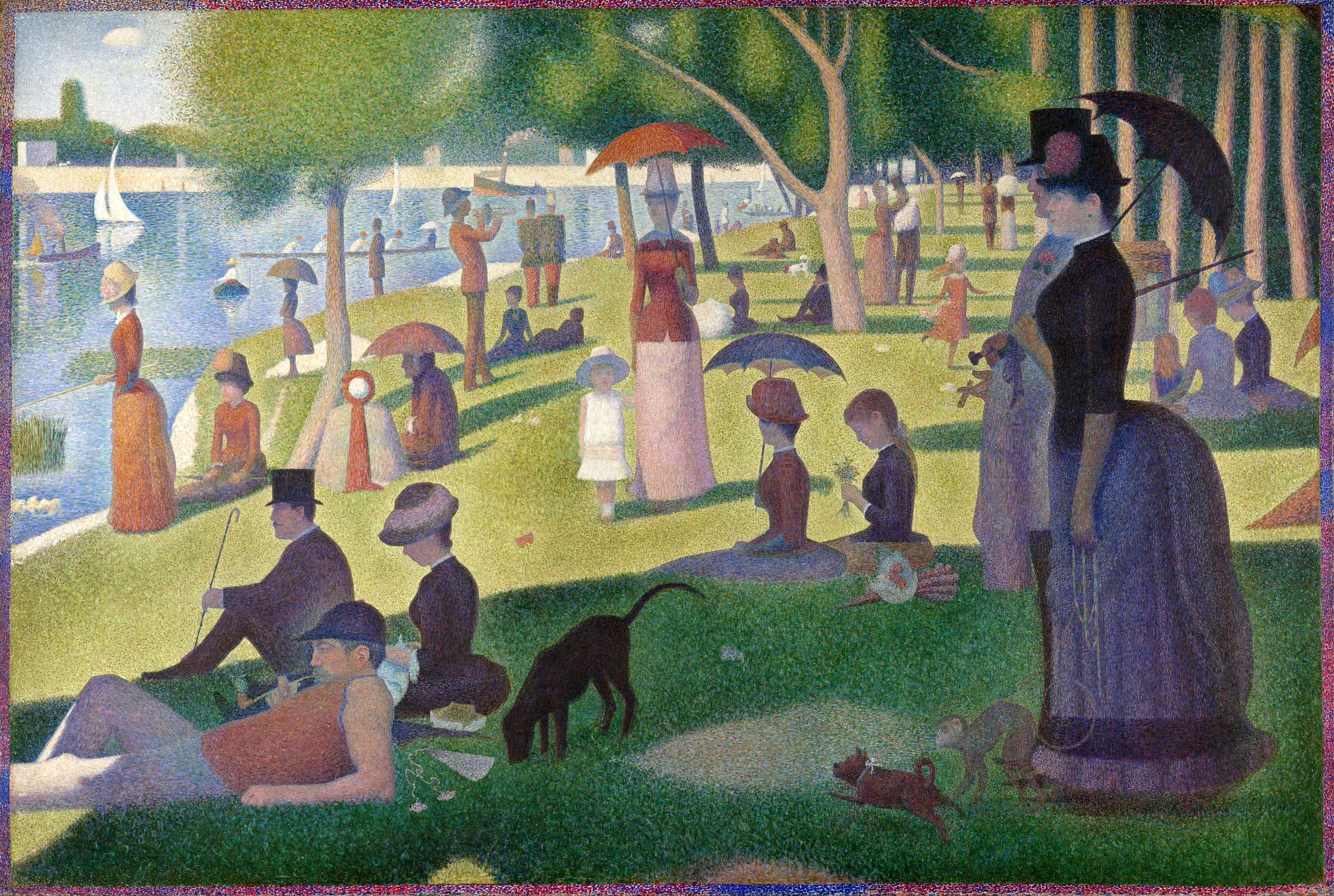
《大碗岛的星期天下午》·喬治·秀拉、1884–1886年

藝術博物館的繪畫和歐洲繪畫和雕塑藝術以19世紀後期的印象派和後印象派繪畫收藏而聞名，被認為是除了法國以外保存最多印象派作品收藏的博物館之一，其中最具代表性的作品包括克勞德·莫奈的30多幅畫作，包括他的六幅《乾草堆》系列和一些《睡蓮》系列。還收藏了皮埃爾-奧古斯特·雷諾瓦的《露台上的兩姐妹》、古斯塔夫·卡耶博特的《雨天的巴黎街道》、保羅·塞尚的《蘋果籃》、《坐在黃色椅子上的菲凱夫人》。 亨利·德·土魯斯-羅特列克的《在紅磨坊》。
喬治·秀拉的《大碗岛的星期天下午》是博物館最為亮眼的作品。這幅點畫大師的傑作也啟發了一部音樂劇，並在約翰·休斯執導的《蹺課天才》中出現，印象派和後印象派收藏的另個著名作品，則是文森特·梵高的《在亞爾的臥室（第二個版本）》和1887年的自畫像。
在1930年代中期，博物館收到了由安妮·斯萬·科伯恩贈送的一百多件藝術品（署名：劉易斯·拉恩德·科伯恩夫婦紀念收藏”）。因此雷諾瓦的作品也成為藝術博物館印象派繪畫收藏的核心。歐洲繪畫系列還包括中世紀和文藝復興時期的藝術、武器和盔甲藏品，包括George F. Harding的武器和盔甲收藏，和三個世紀的古典大師作品。

### 現代、當代藝術
2015 年，收藏家斯特凡·艾德利斯和蓋爾·尼遜向該部門贈送了 40 多件大師作品，使博物館當前展示大量現代和當代藝術收藏，最知名的作品為巴勃羅·畢卡索的《老吉他手》，亨利·马蒂斯的《河邊的沐浴者》。康斯坦丁·布朗庫西的《金鳥》，和雷內·馬格利特的《被刺穿的時間》，展示於現代翼棟的三樓。當代藝術則位於二樓，包含安迪·沃荷、辛蒂·雪曼、賈斯珀·瓊斯、塞‧湯伯利、傑夫·昆斯、羅伊·李奇登斯坦和葛哈・利希特等現代、當代藝術家的作品。

### 攝影藝術
1949年，喬治亞·歐姬芙將美國攝影師阿爾弗雷德·施蒂格利茨大部分的攝影作品捐贈給了博物館，藝術學院因而正式建立攝影收藏。當代，博物館的攝影藏品已經增長到大約20,000件，涵蓋了從1839年成立到現在的攝影歷史。

### 印刷品和版畫
印刷品和版畫收藏始於1887年由伊麗莎白·S·斯蒂克尼捐贈的460件作品，並於 1911 年組織成自己的部門。當代，這些展品已增長保存約11,500幅繪畫和60,000幅版畫，保存範圍則從15世紀到當代為主。該系列包含弗朗西斯科·戈雅、林布蘭、阿尔布雷希特·丢勒和詹姆斯·惠斯勒的大量作品。由於紙上作品對光敏感且降解迅速，因此這些作品很少展出，以盡可能長時間地保持良好狀態。

### 紡織品
紡織系共保存13,000多件紡織品和66,000個樣本，涵蓋了從公元前 00 年至今的一系列文化。從英國針線活、日本的服裝再到美國的棉被，目前該部門展示了各種各樣的物品，包括當代作品和纖維藝術。

## 永久收藏
請注意，該系列中還有其他值得注意的作品，但以下示例是公共領域中的作品，並且有圖片可供使用。2018年，在重新設計網站時，藝術博物館根據知識共享零(CC0) 許可發布了52,438件公共領域作品。

### 繪畫

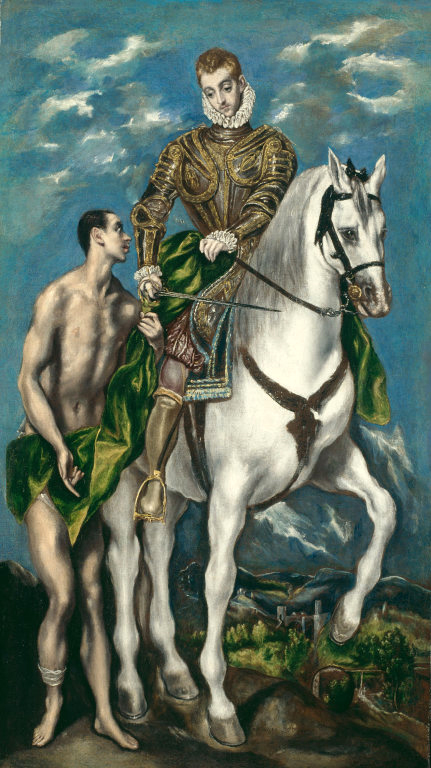
艾爾·葛雷柯，《聖馬丁與乞丐》（小），約1597至1600年間,
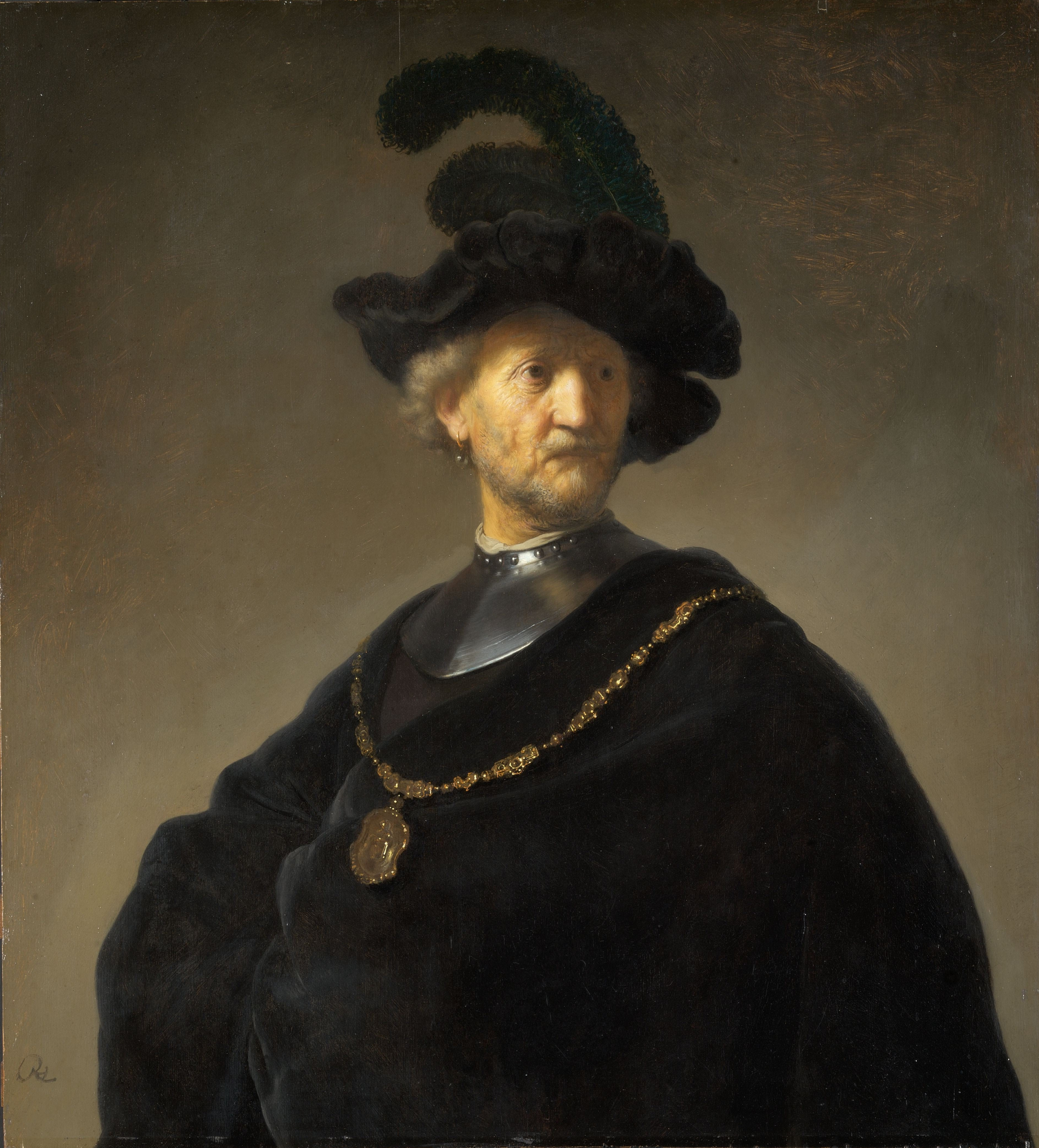
林布蘭, 《戴金鍊的老人（英语：Old Man with a Gold Chain）》，1631年
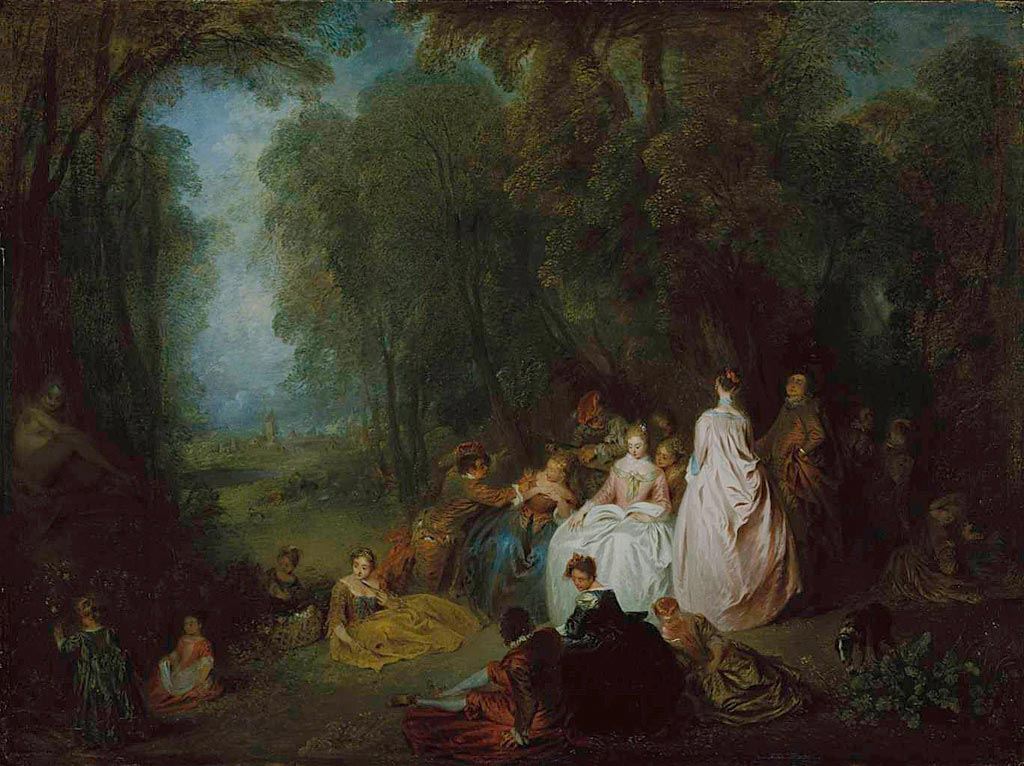
让-安托万·华托，《Fête champêtre (Pastoral Gathering)]》 1718–1721年
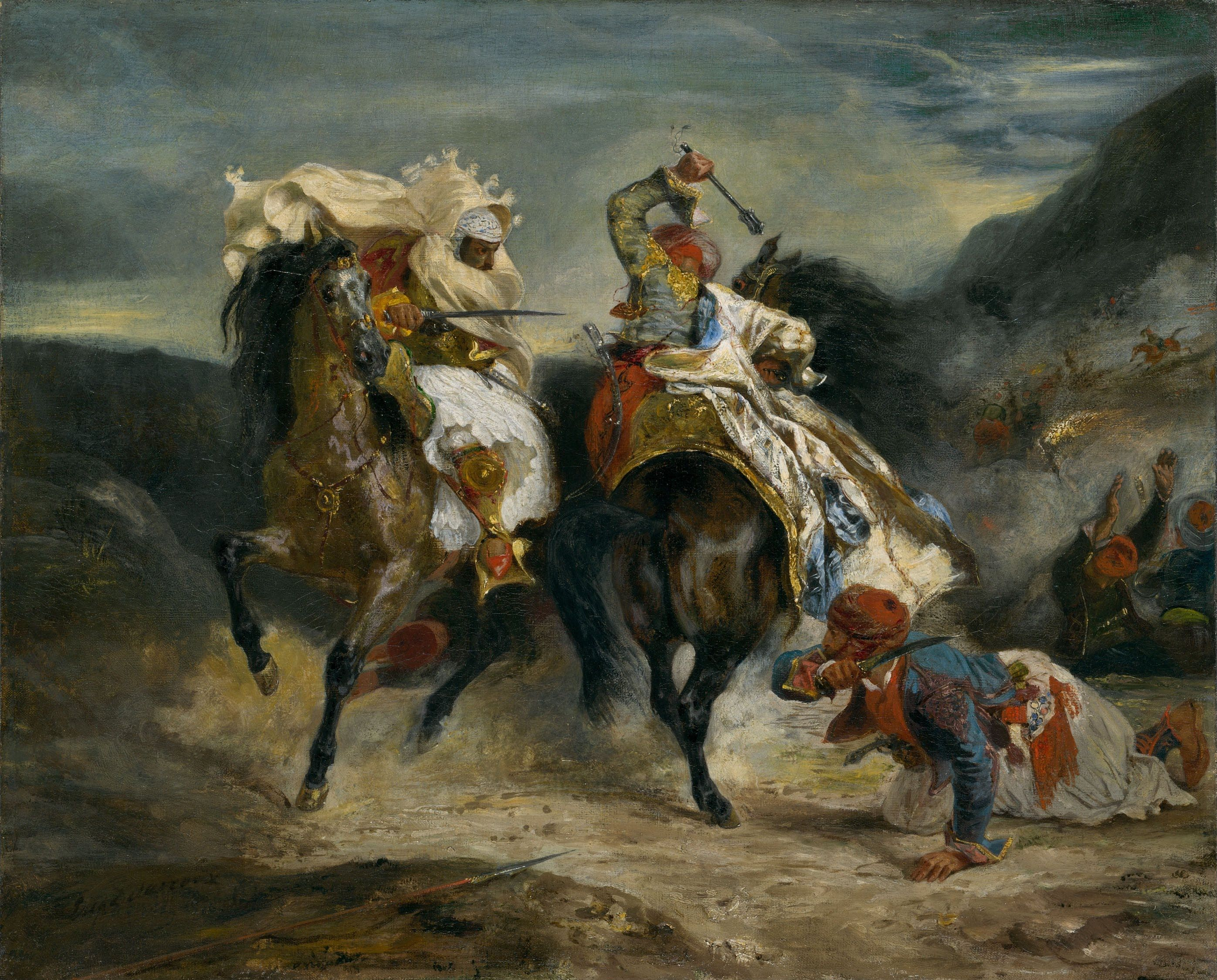
欧仁·德拉克罗瓦, 《異教徒和帕夏的戰鬥（英语：The_Combat_of_the_Giaour_and_HassanThe Combat of the Giaour and Hassan） 1826年
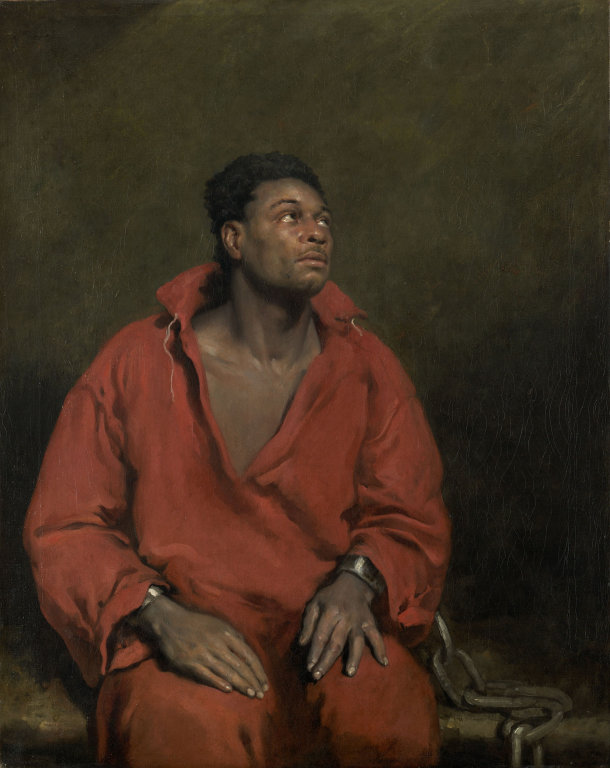
約翰·辛普森 《俘虜奴隸（英语：The Captive Slave）》, 1827年
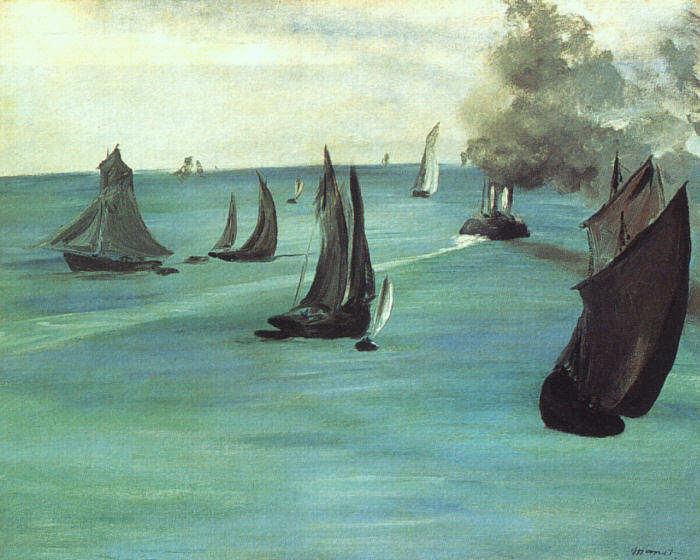
愛德華·馬奈,  《海景與平靜的天氣》, 1864–1865年
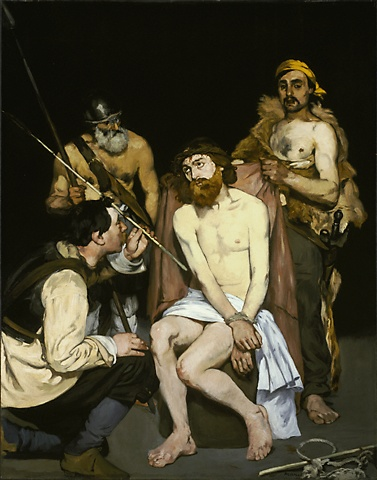
愛德華·馬奈, 《被士兵侮辱的耶穌（英语：Jesus Mocked by the Soldiers）》, 1864–1865年
愛德華·馬奈, 《柏拉圖》, (Beggar with Oysters), 1864–1867
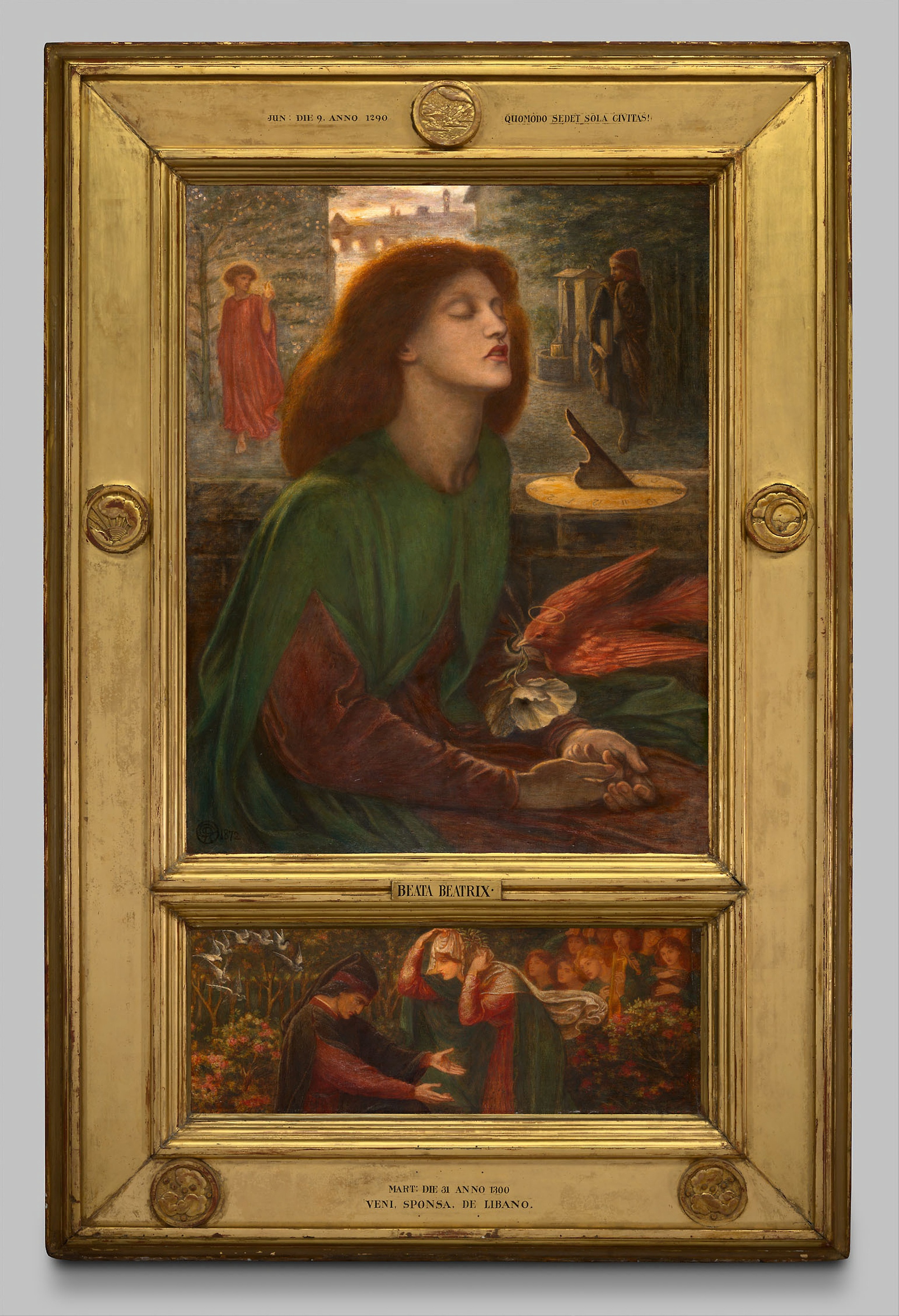
但丁·加百列·羅塞蒂《貝塔貝婭特麗克絲（英语：Beata Beatrix）》，1871–1872年
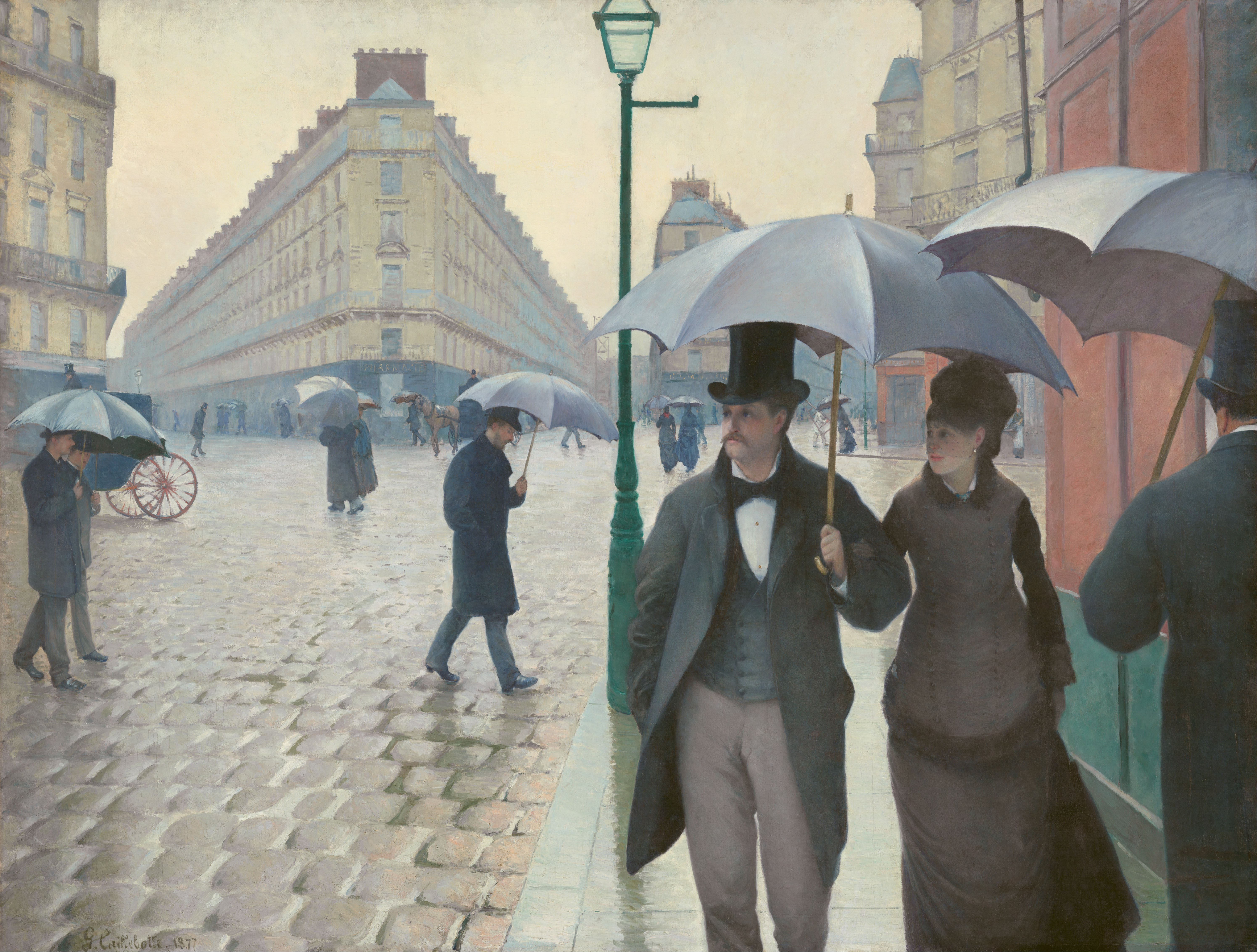
古斯塔夫·卡耶博特 《雨天的巴黎街道》, 1876–1877年
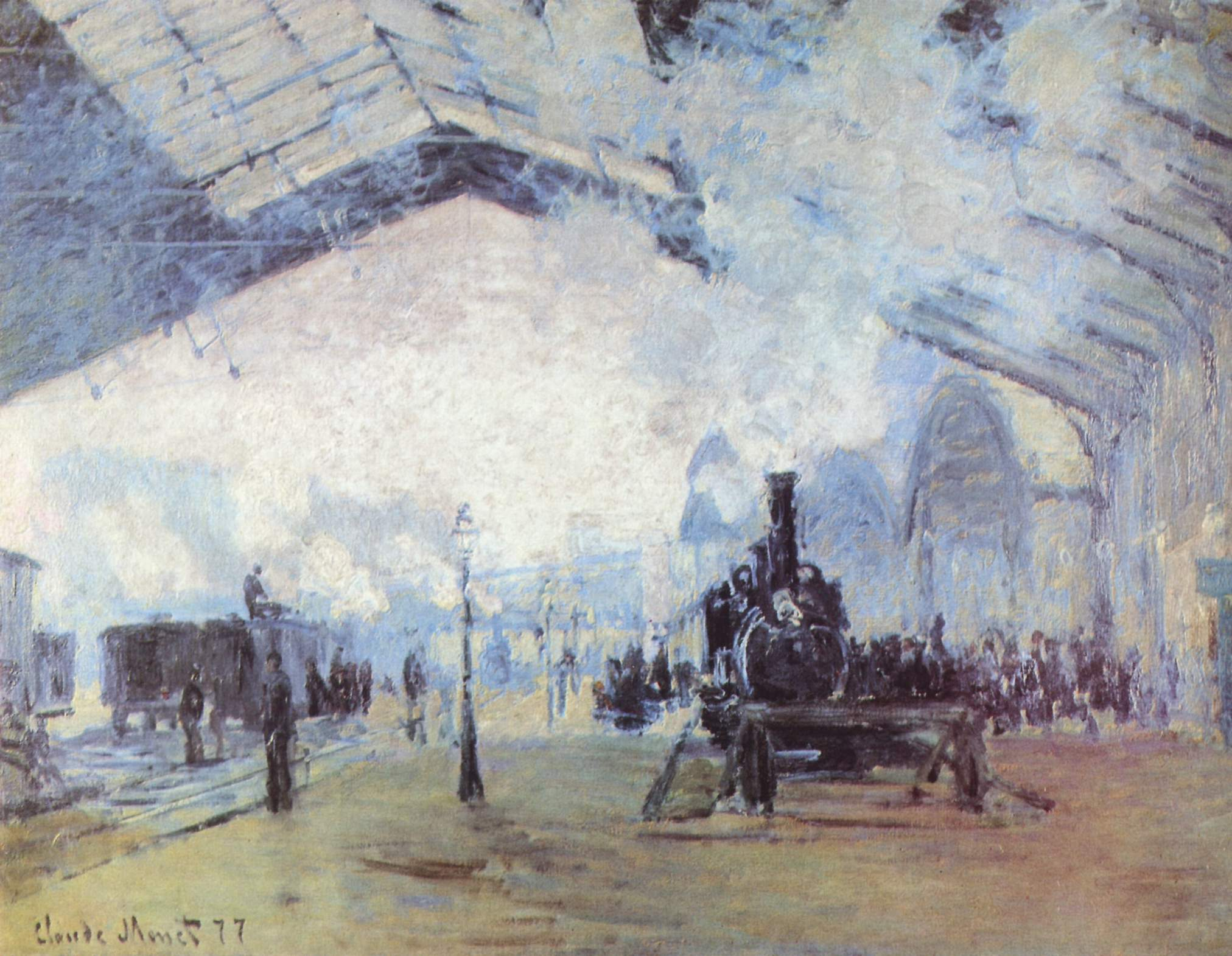
克勞德·莫奈, 《到達諾曼地的火車，聖雷札火車站（英语：Arrival of the Normandy Train, Gare Saint-Lazare）》1877年
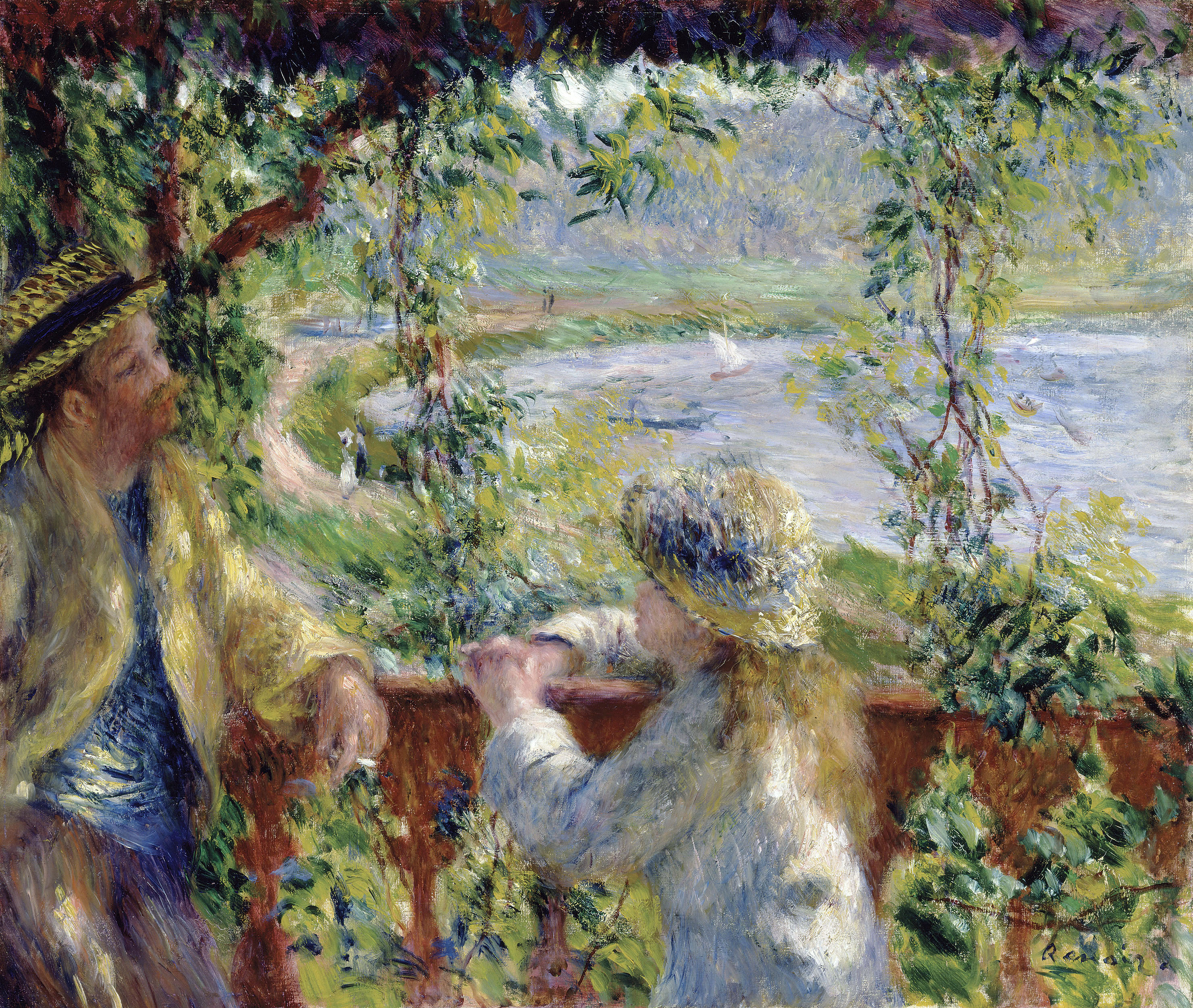
皮埃爾-奧古斯特·雷諾瓦《By the Water》 1880年
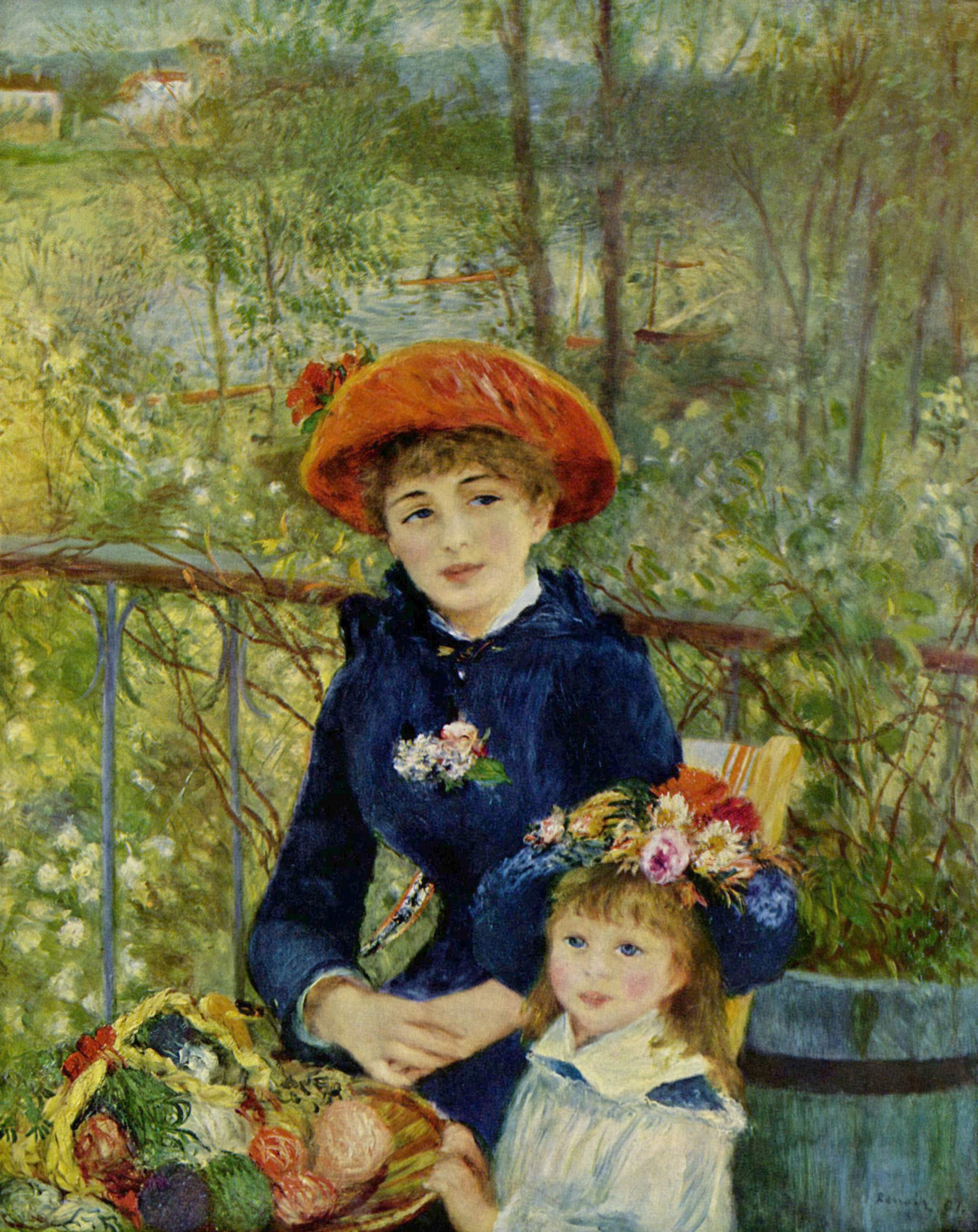
皮埃爾-奧古斯特·雷諾瓦《露台上的兩姐妹（英语：Two_Sisters_(On_the_Terrace)）》, 1881年
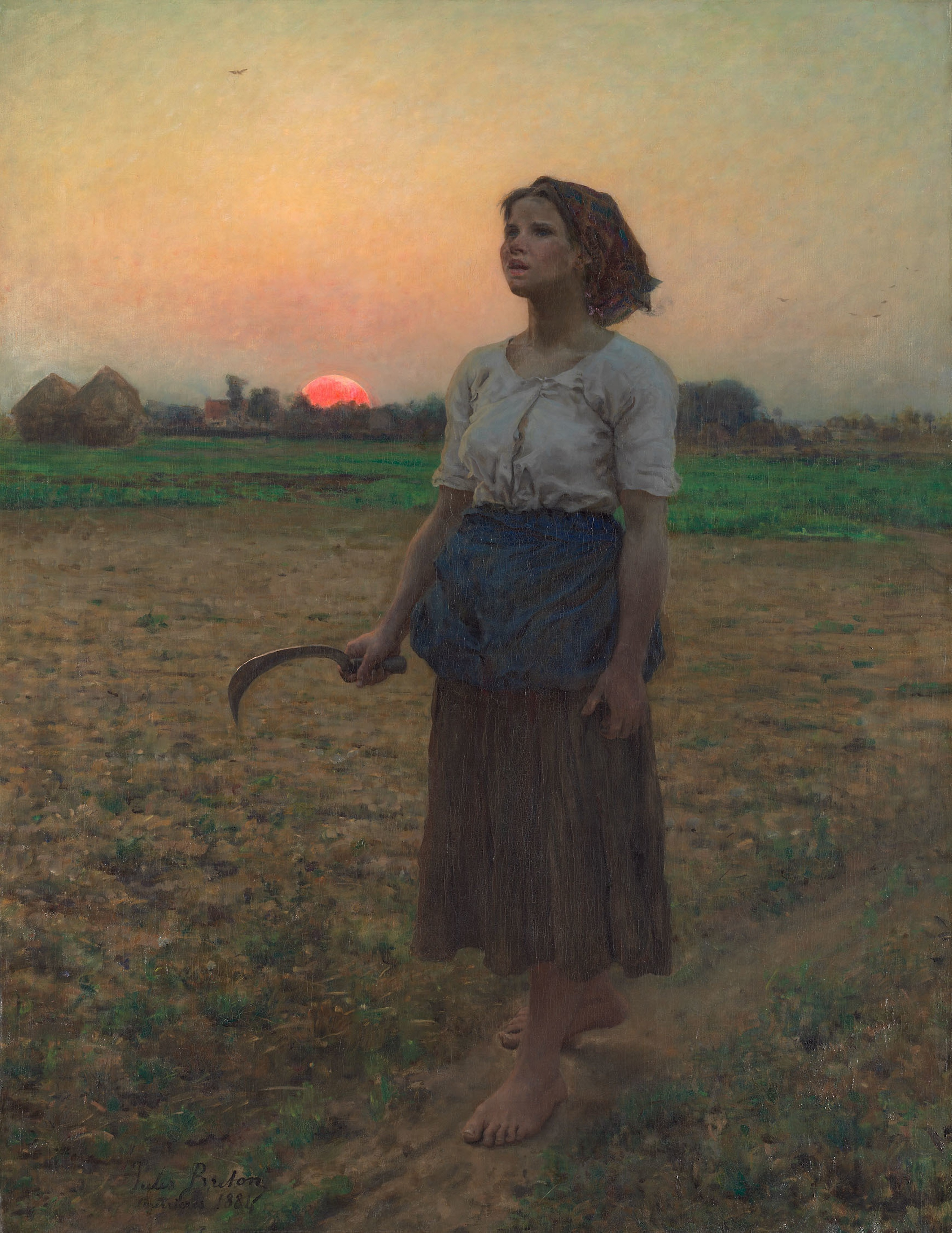
朱爾斯·布雷頓（英语：Jules Breton）《百靈鳥之歌》 1884年
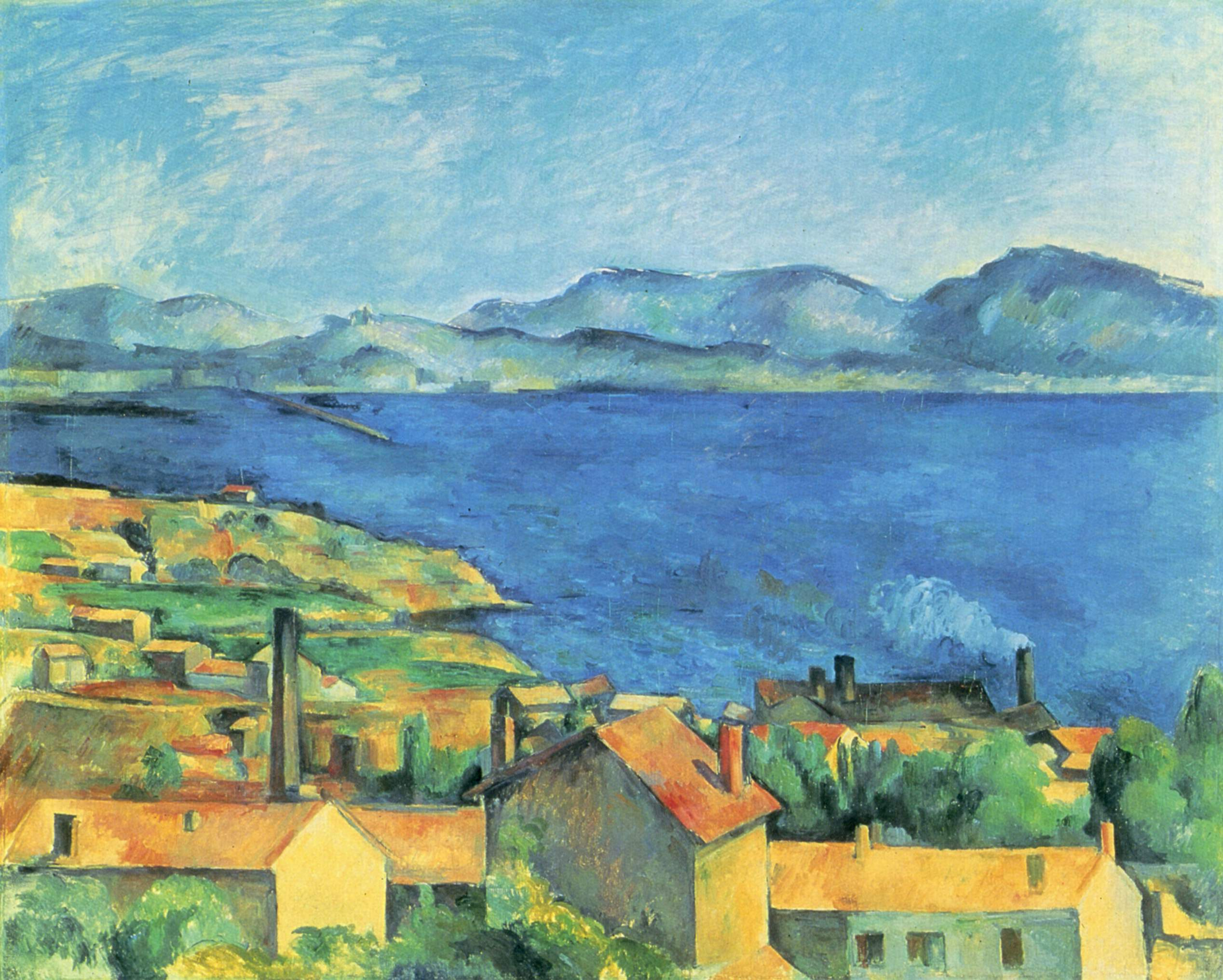
保羅·塞尚 《從埃斯塔克看馬賽海灣》  1885年
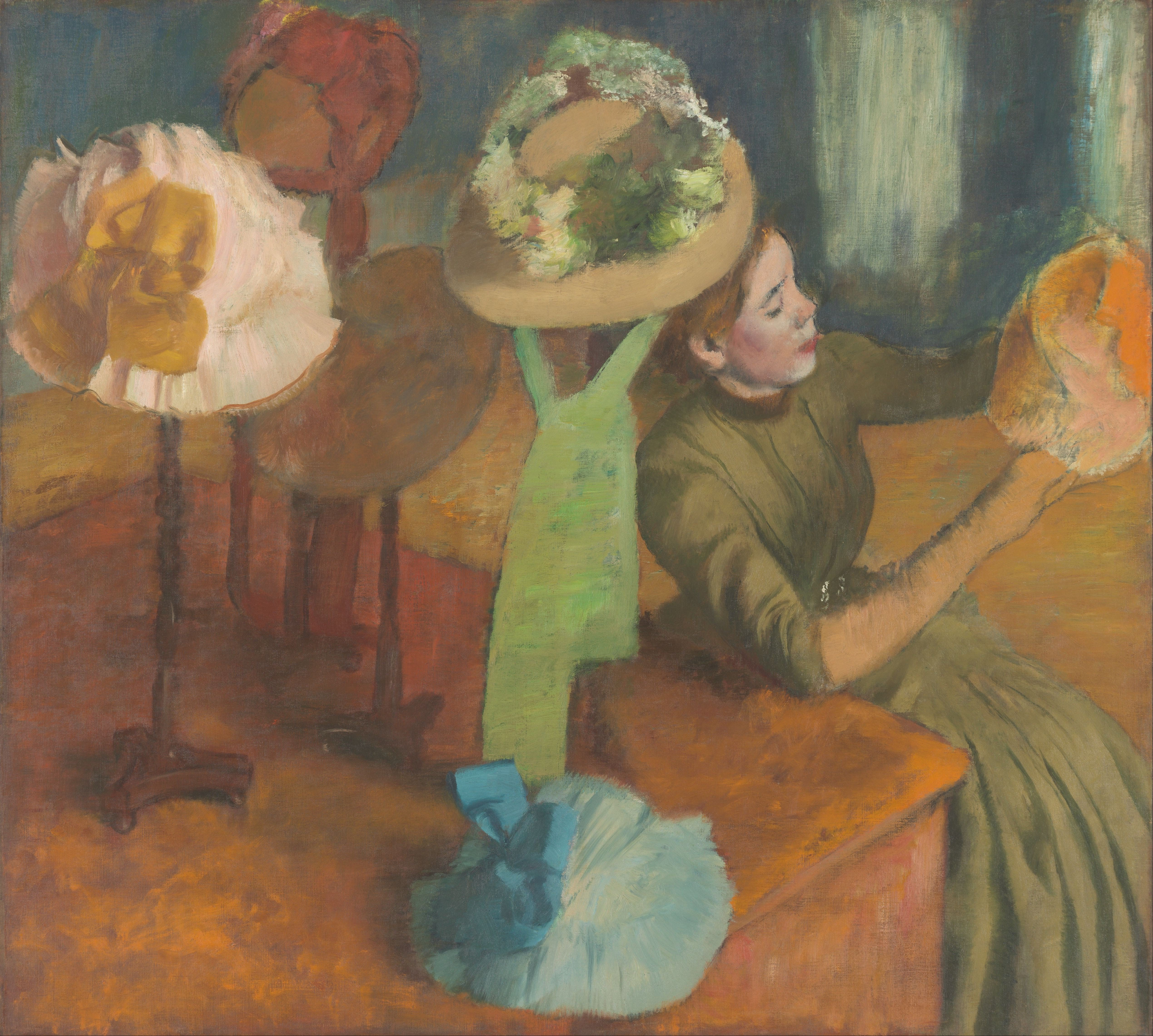
愛德加·竇加《女帽店（英语：The Millinery Shop）》 1885年
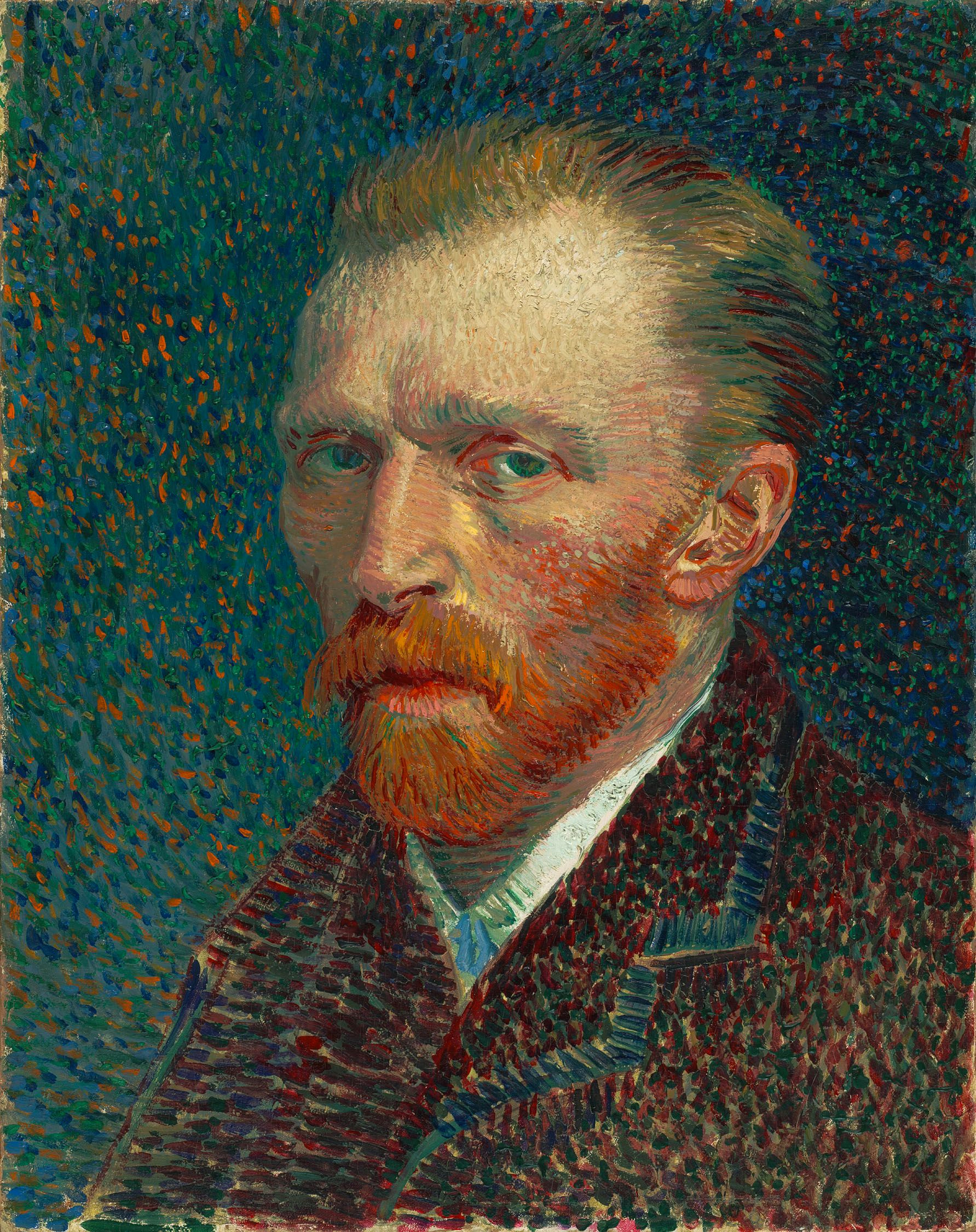
文森特·梵高 《1887年的自畫像（英语：Self-Portraits by Vincent van Gogh） 》，1887年
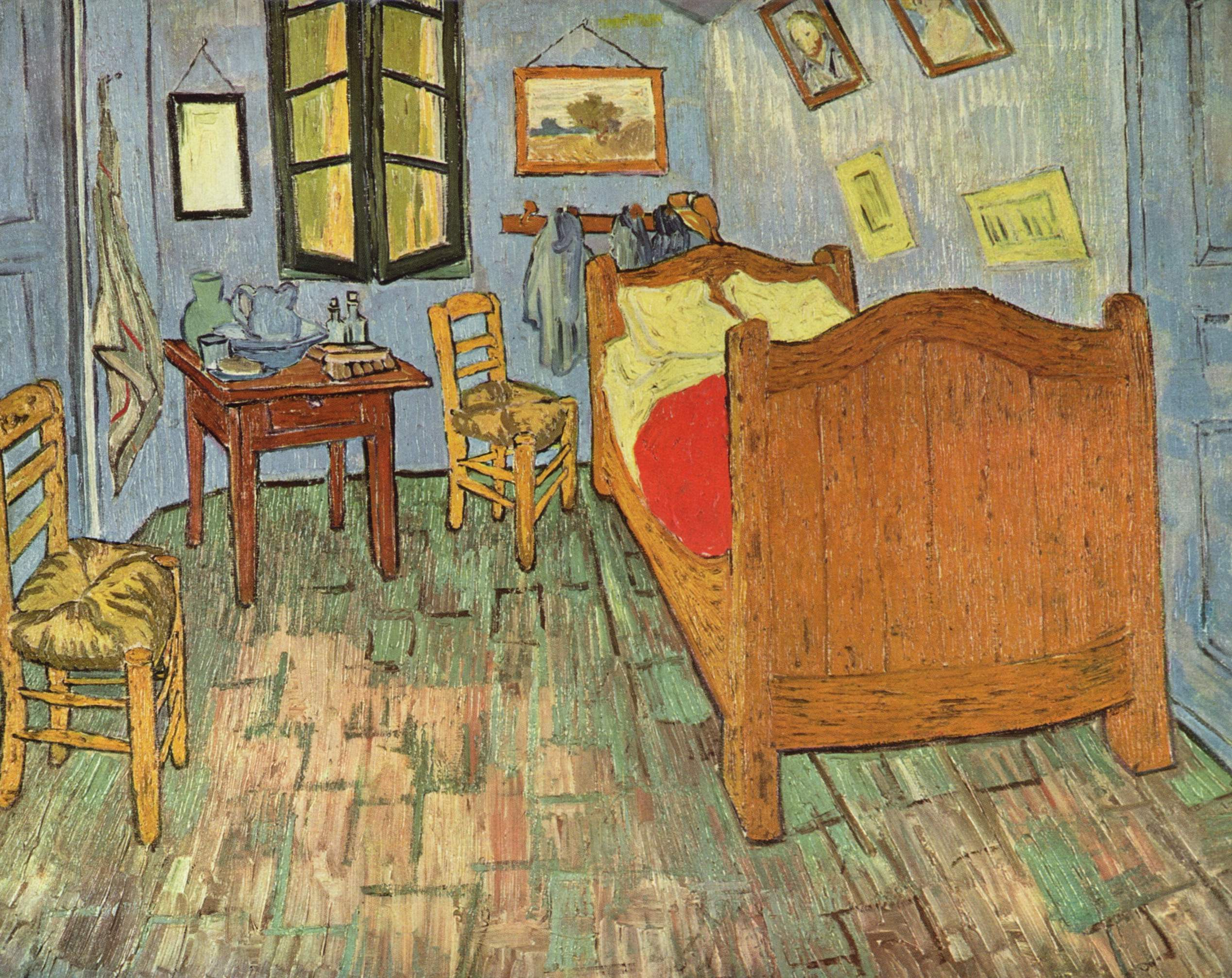
文森特·梵高《在亞爾的臥室（第二個版本）》，1888年
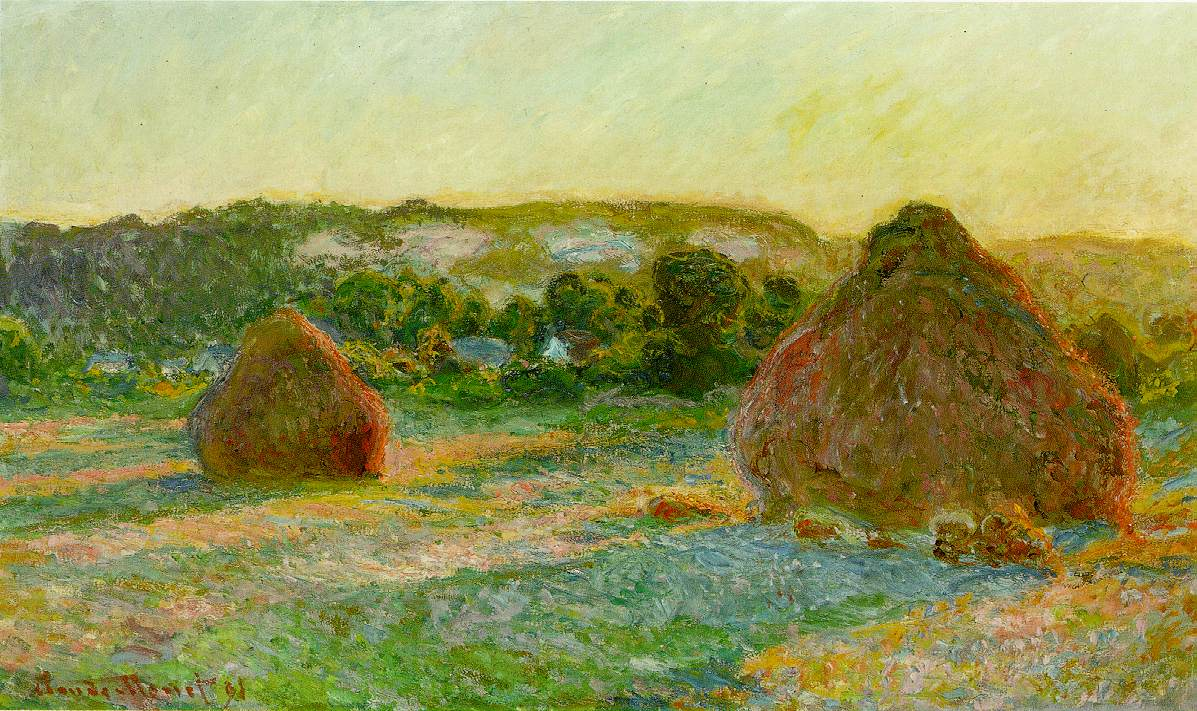
克勞德·莫奈《乾草堆》 1890–1891年
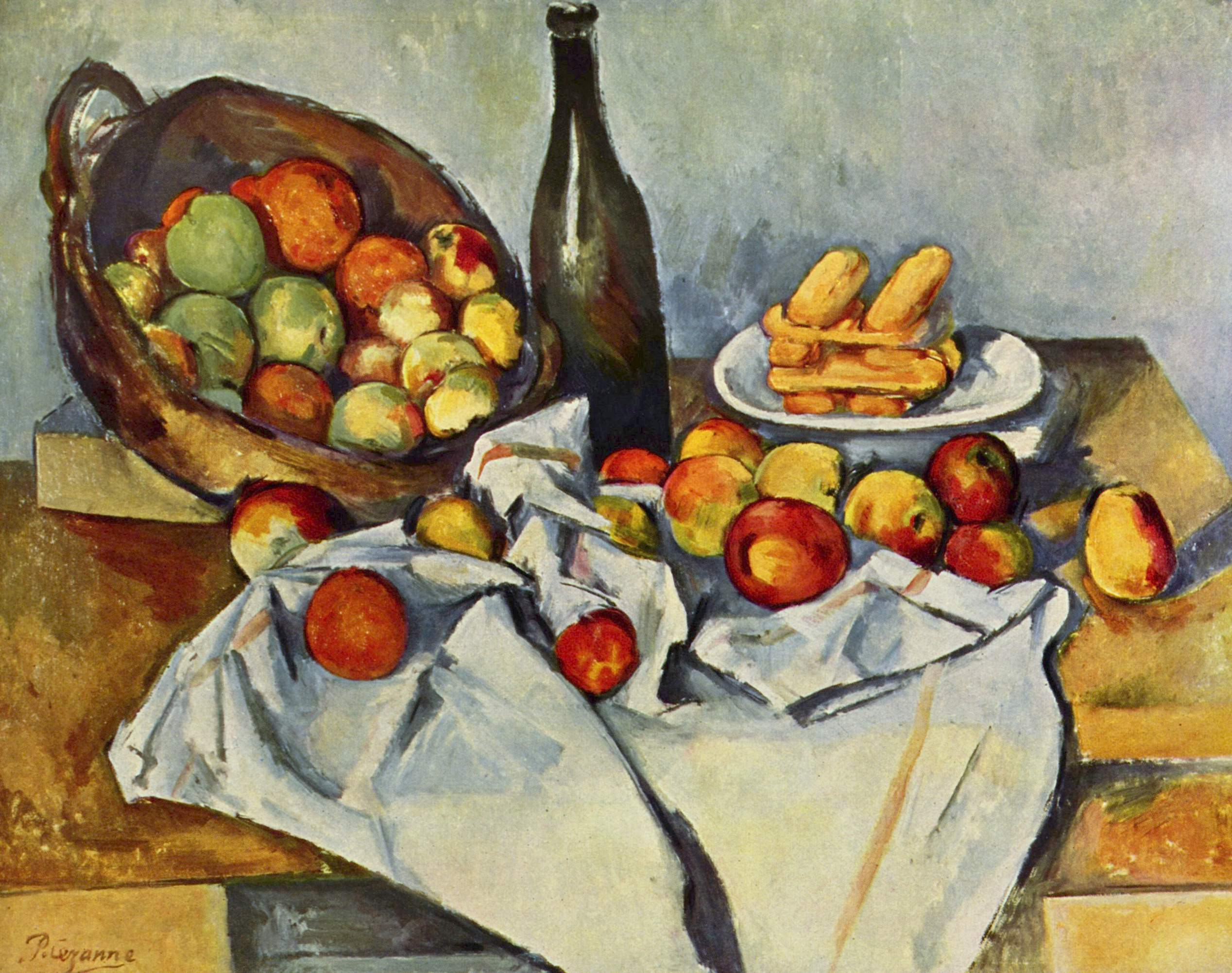
保羅·塞尚《蘋果籃》1890年代
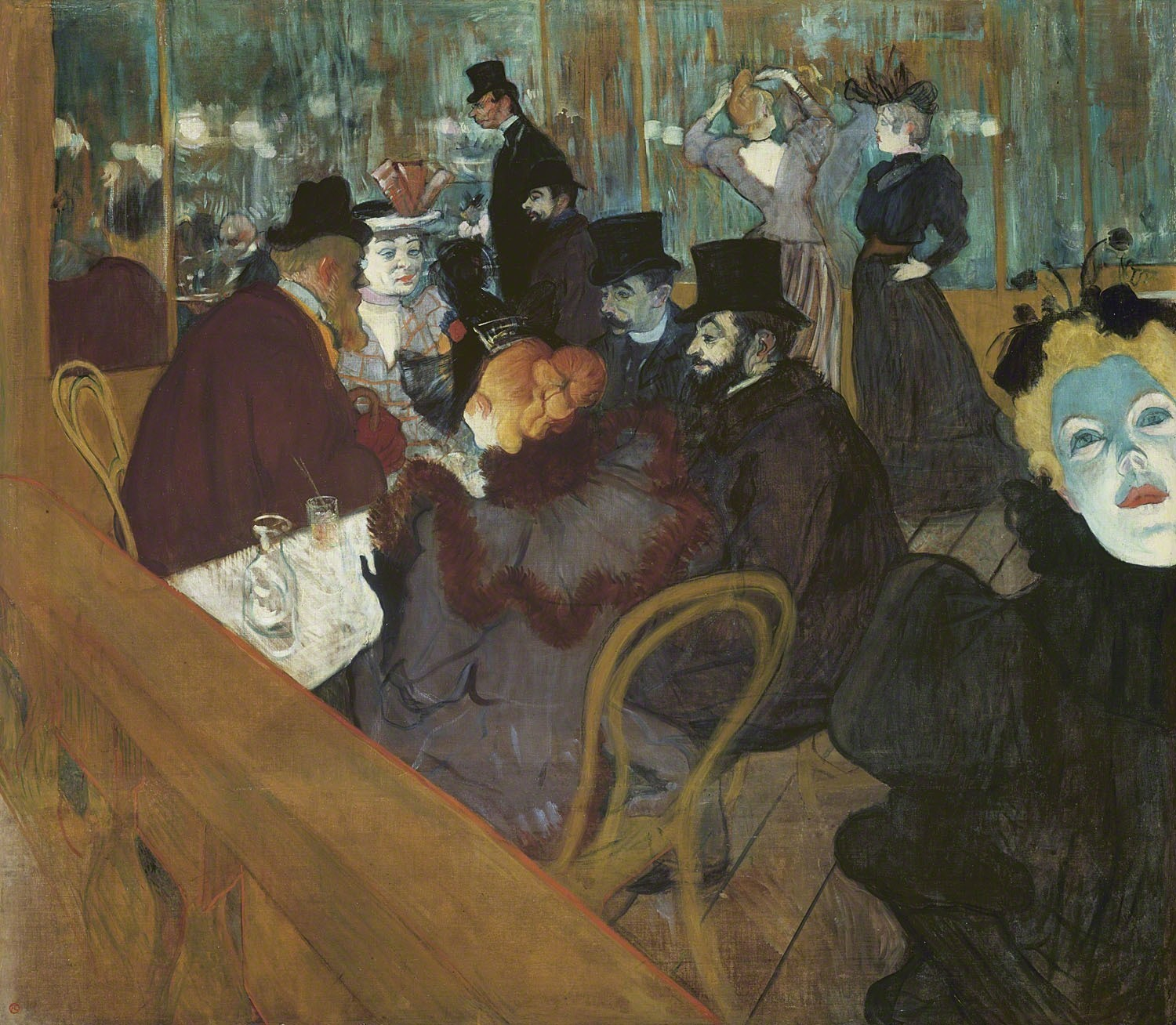
亨利·德·土魯斯-羅特列克《在紅磨坊（英语：At the Moulin Rouge）》，1892年
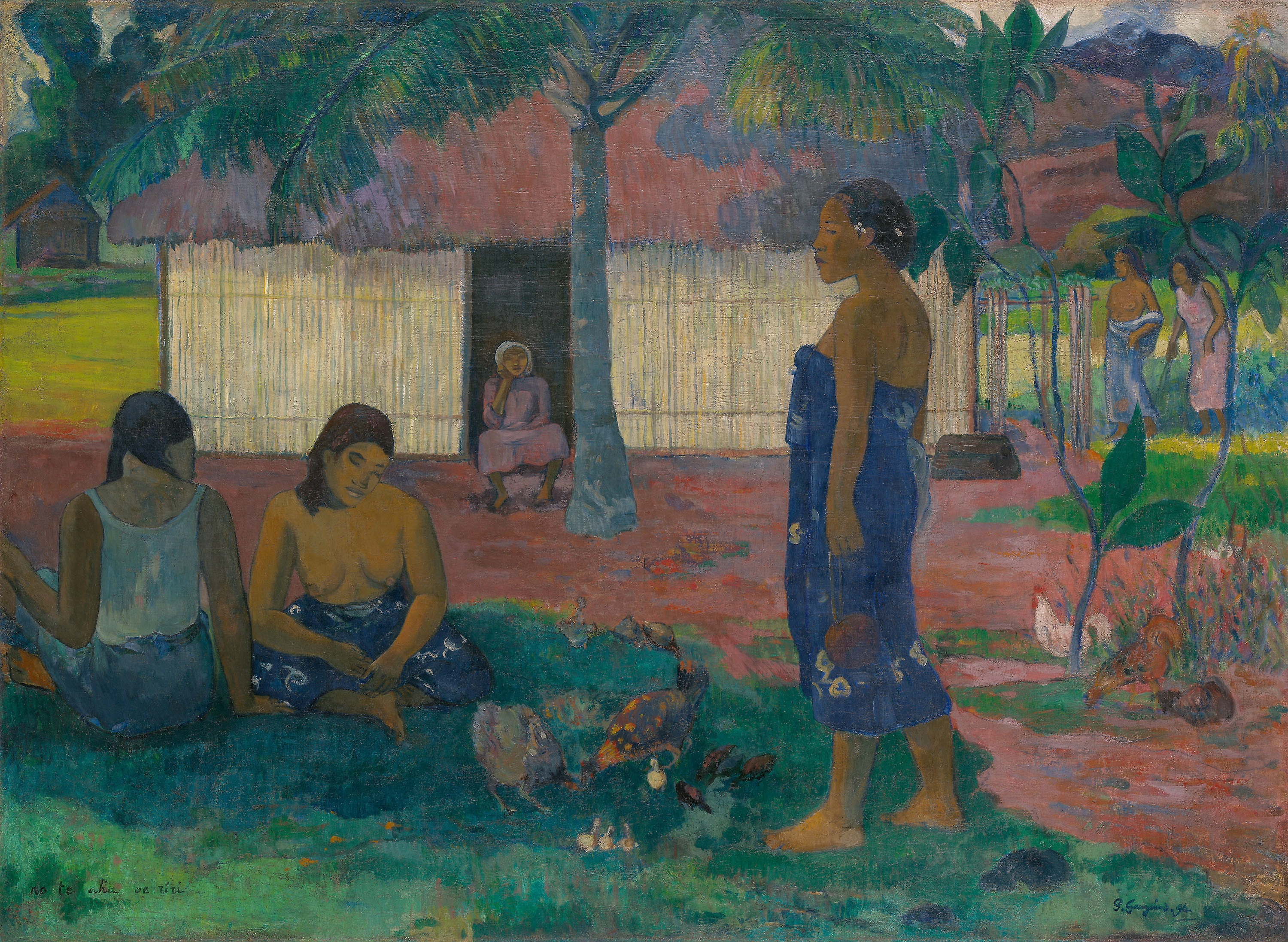
保羅·高更, 《你為何憤怒？》 (No te aha oe Riri), 1896
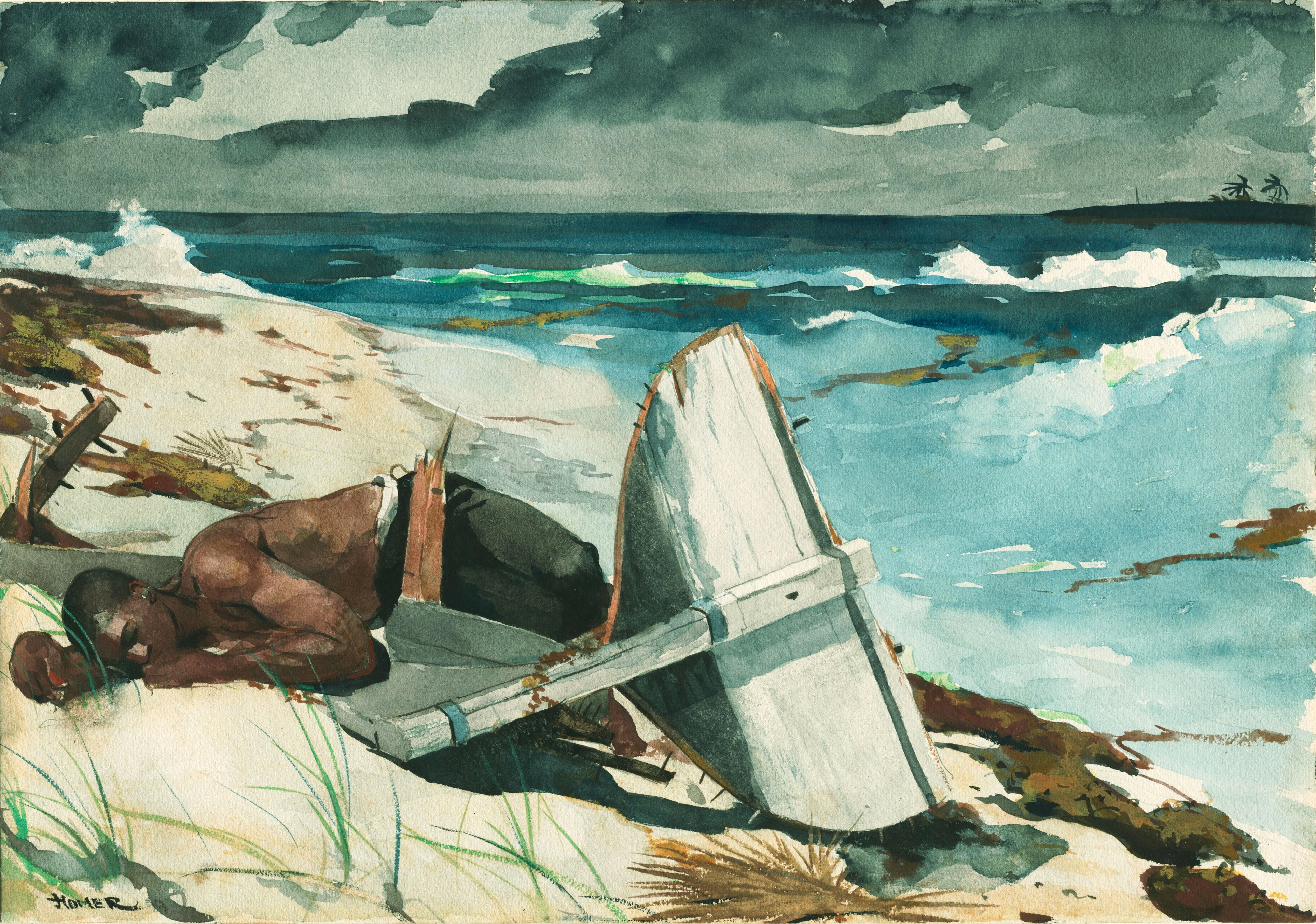
溫斯洛·霍默《After the Hurricane》，1899年
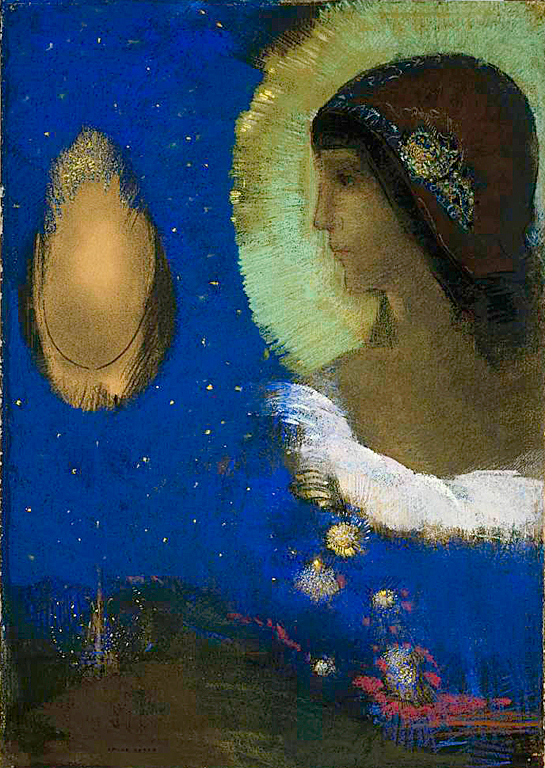
奥迪隆·雷东《Sita》，1903年
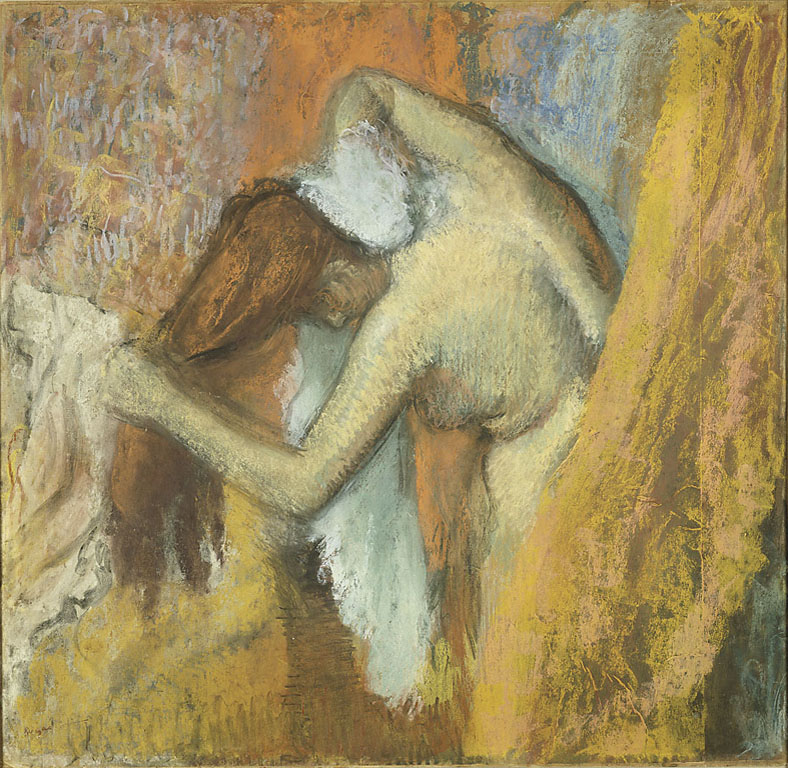
愛德加·竇加《Woman at Her Toilette》 1900–1905年
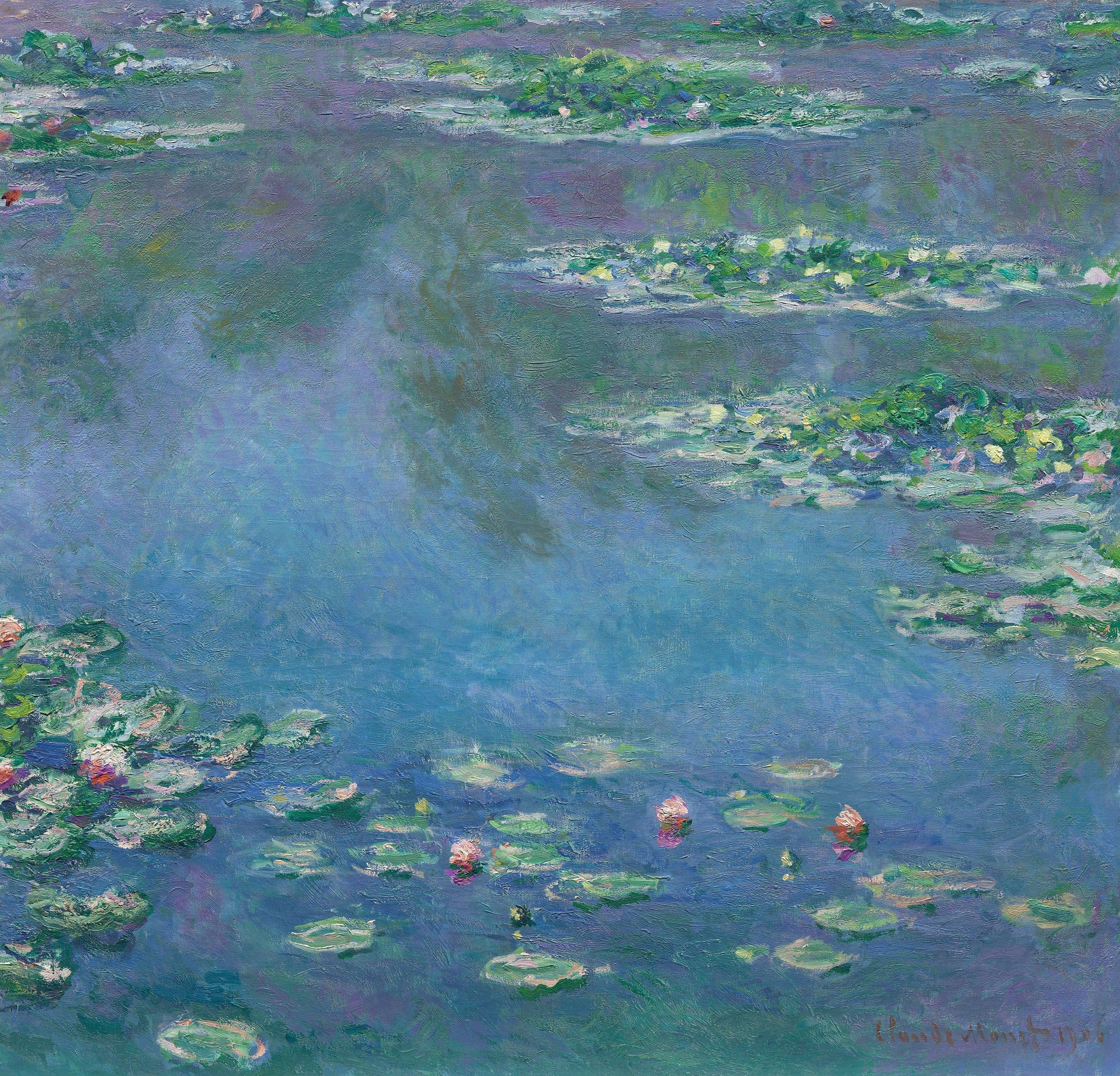
克勞德·莫奈《睡蓮》，1906年
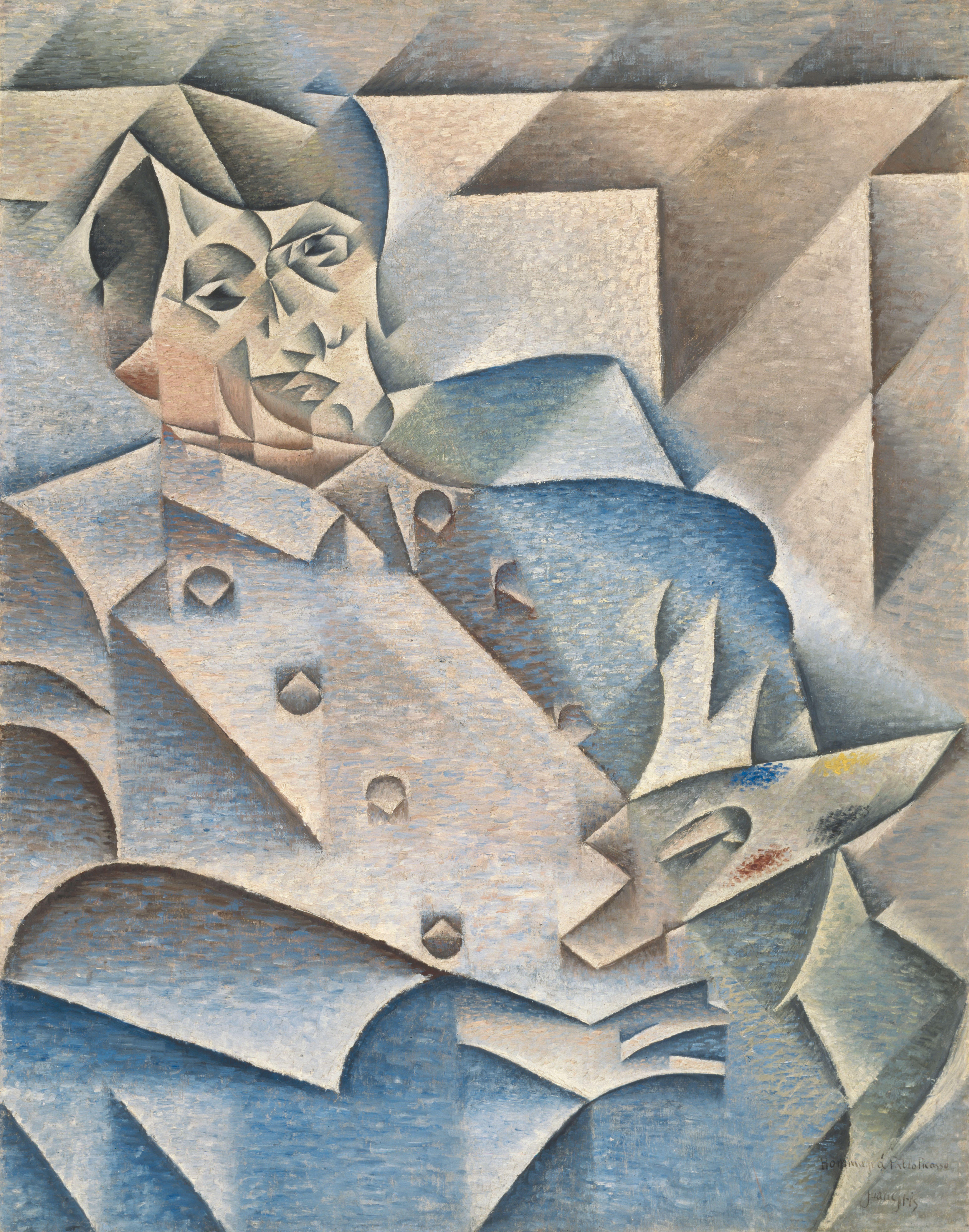
胡安·格里斯《巴勃羅·畢卡索》 1912年
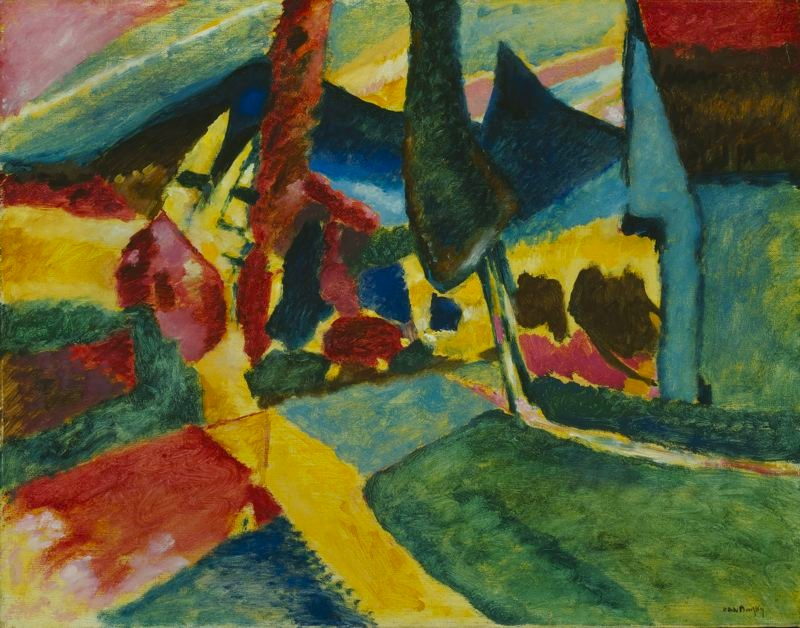
瓦西里·康丁斯基《Landscape With Two Poplars》，1912年
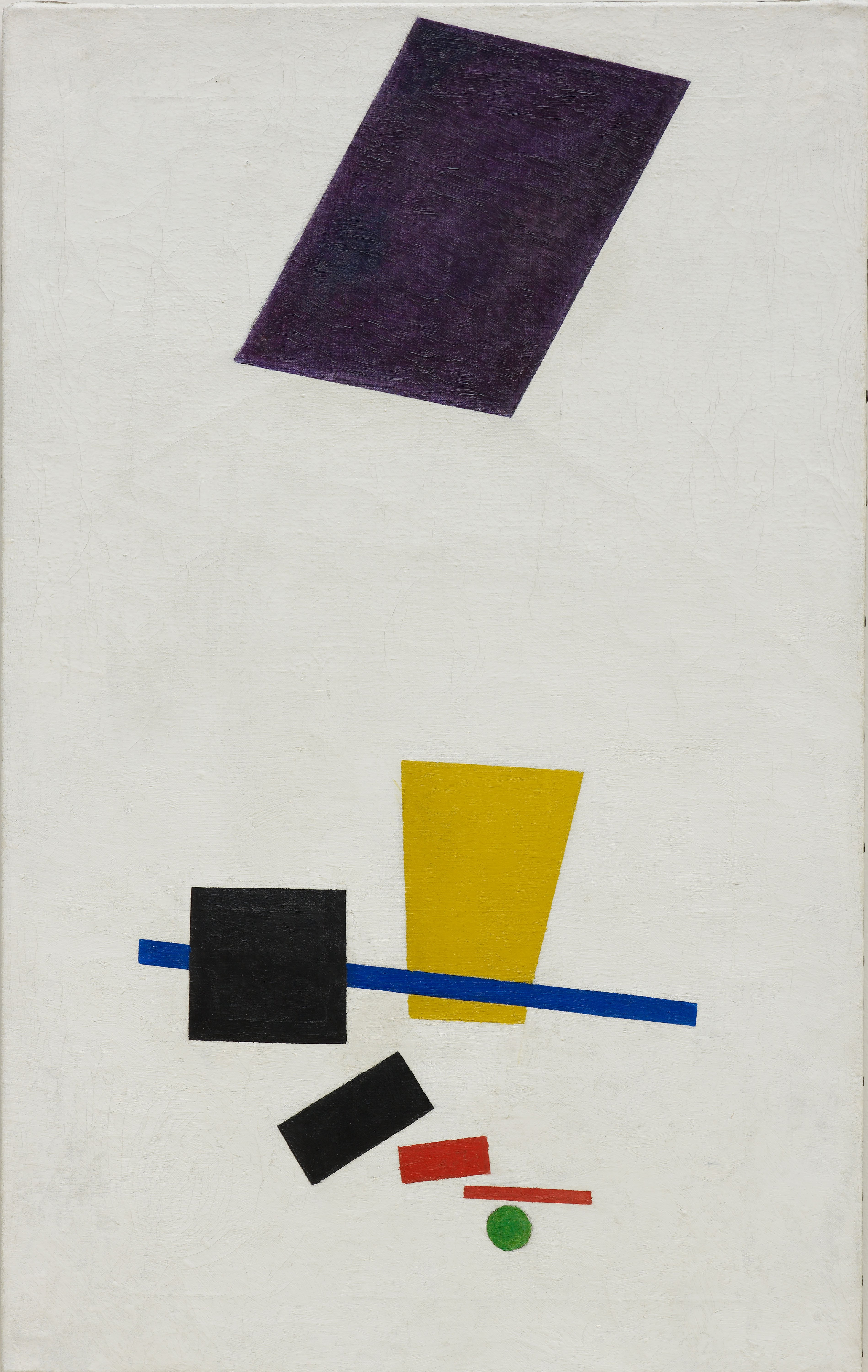
卡济米尔·谢韦里诺维奇·马列维奇《足球運動員的繪畫寫實——第四維的色塊》 1915年
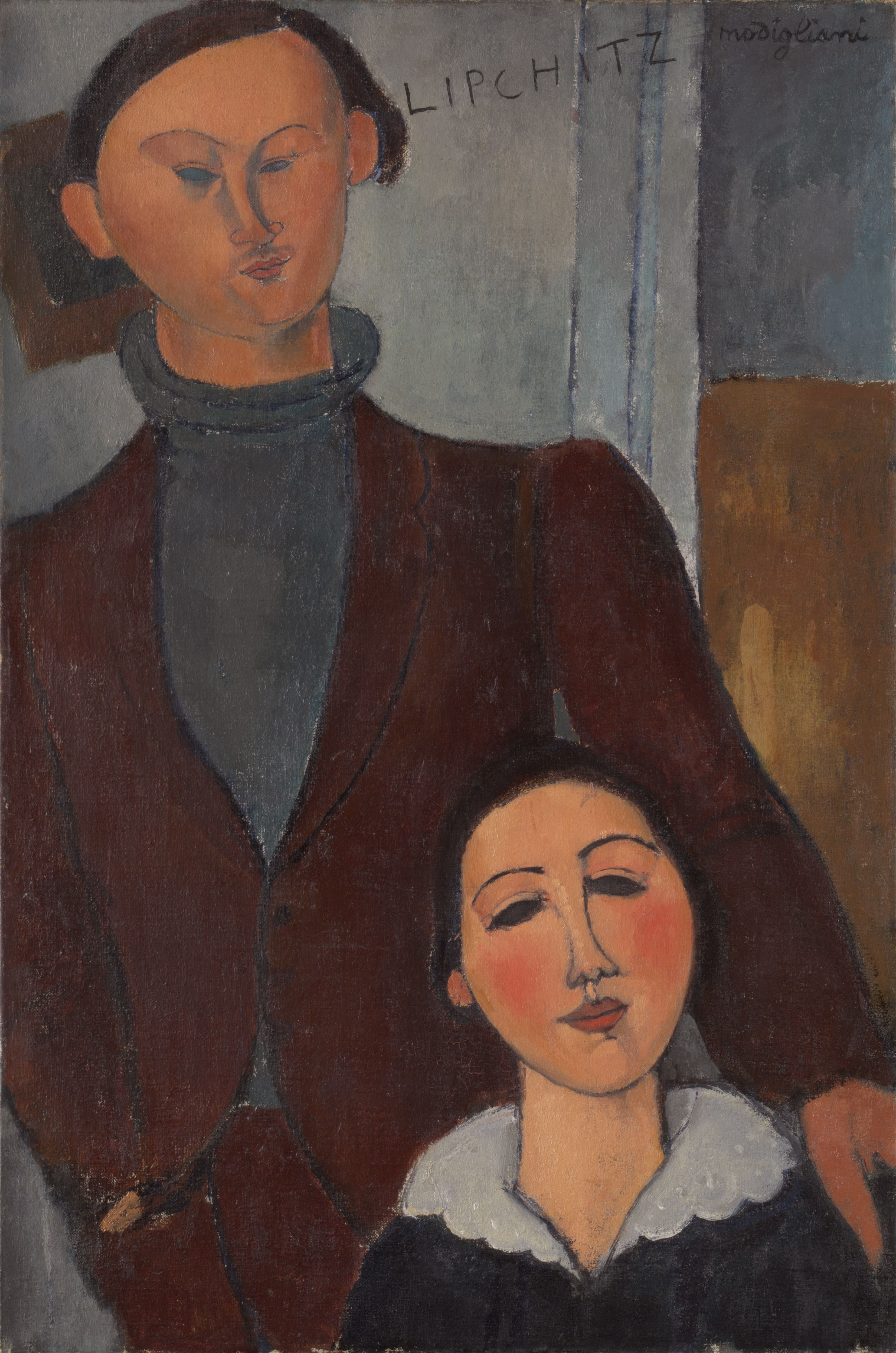
阿梅代奥·莫迪利亚尼《雅克和貝爾特·利普奇茨（英语：Jacques and Berthe Lipchitz）》， 1916年
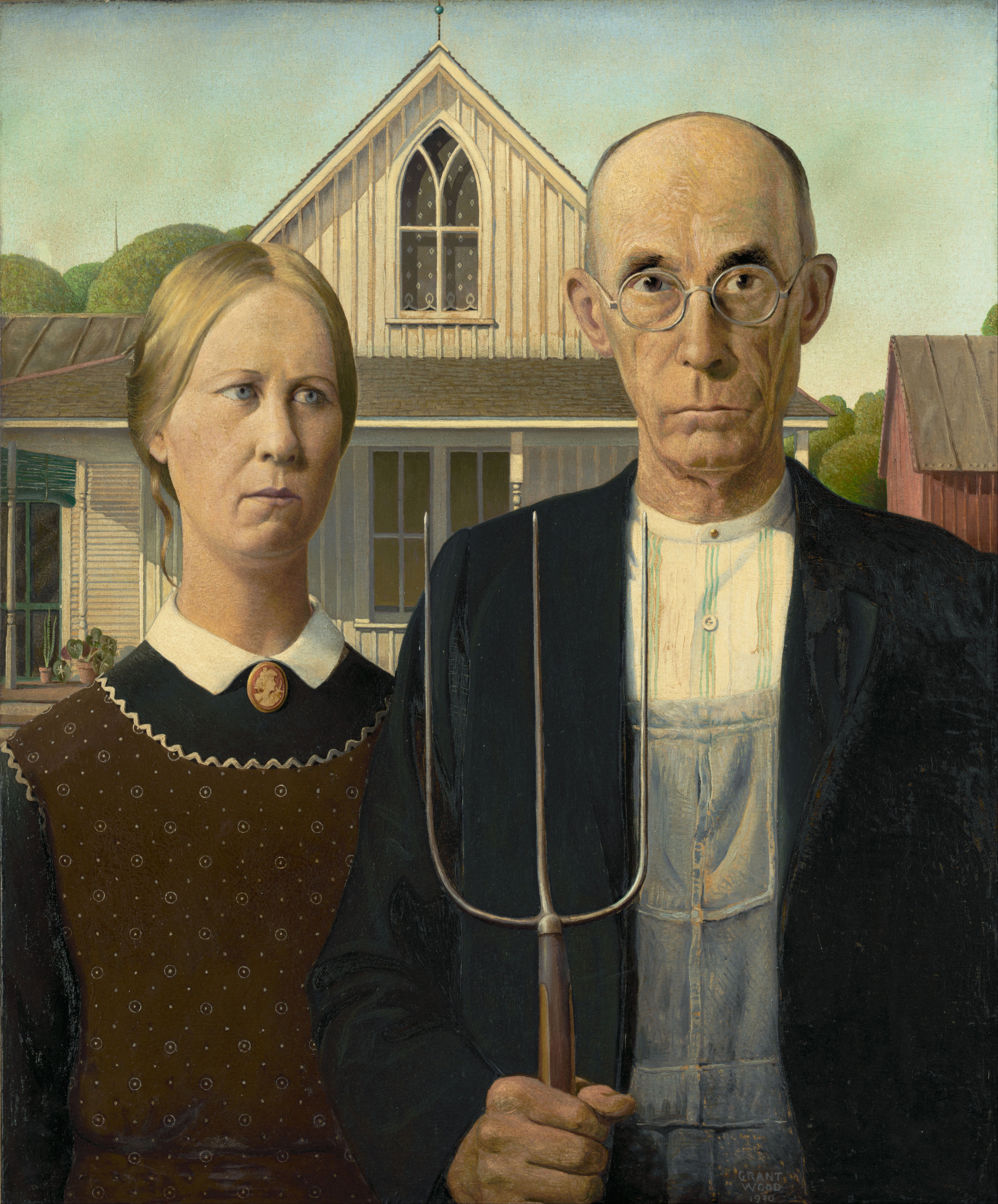
格兰特·伍德 《美国哥特式》1930年

### 雕塑

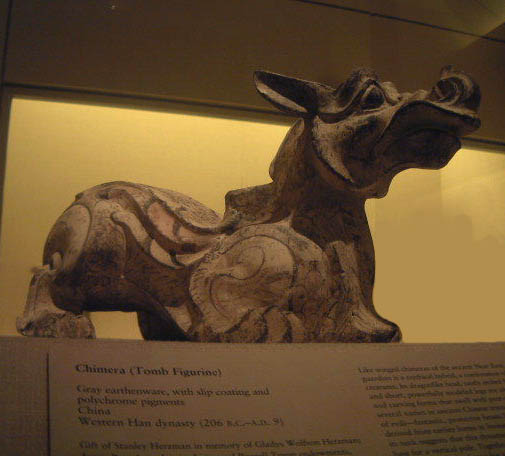
汉朝（公元前206年- 公元220年），貔貅造型墓碑
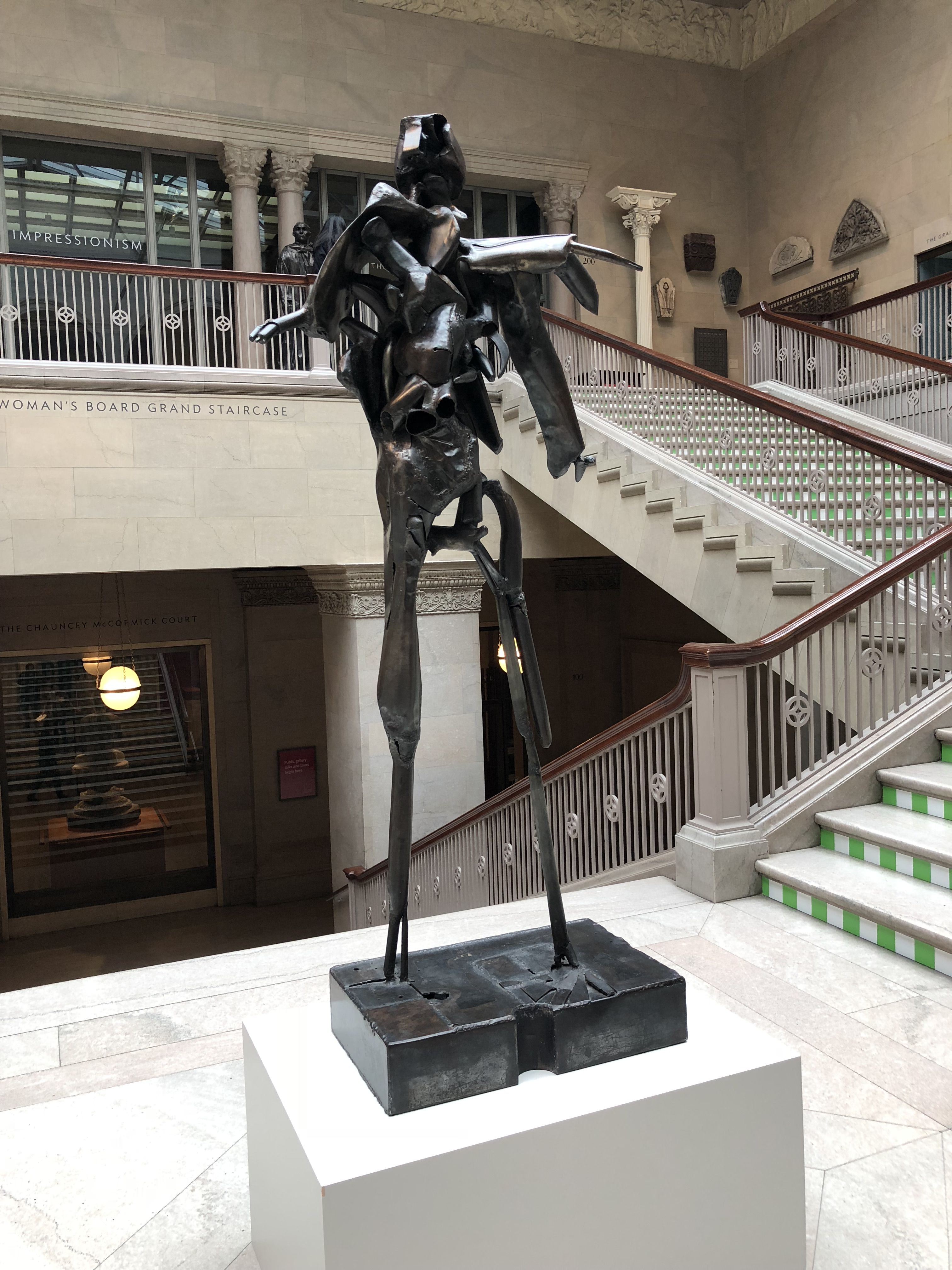
理查德·杭特（英语：Richard Hunt (sculptor)）《Hero Construction》1958年
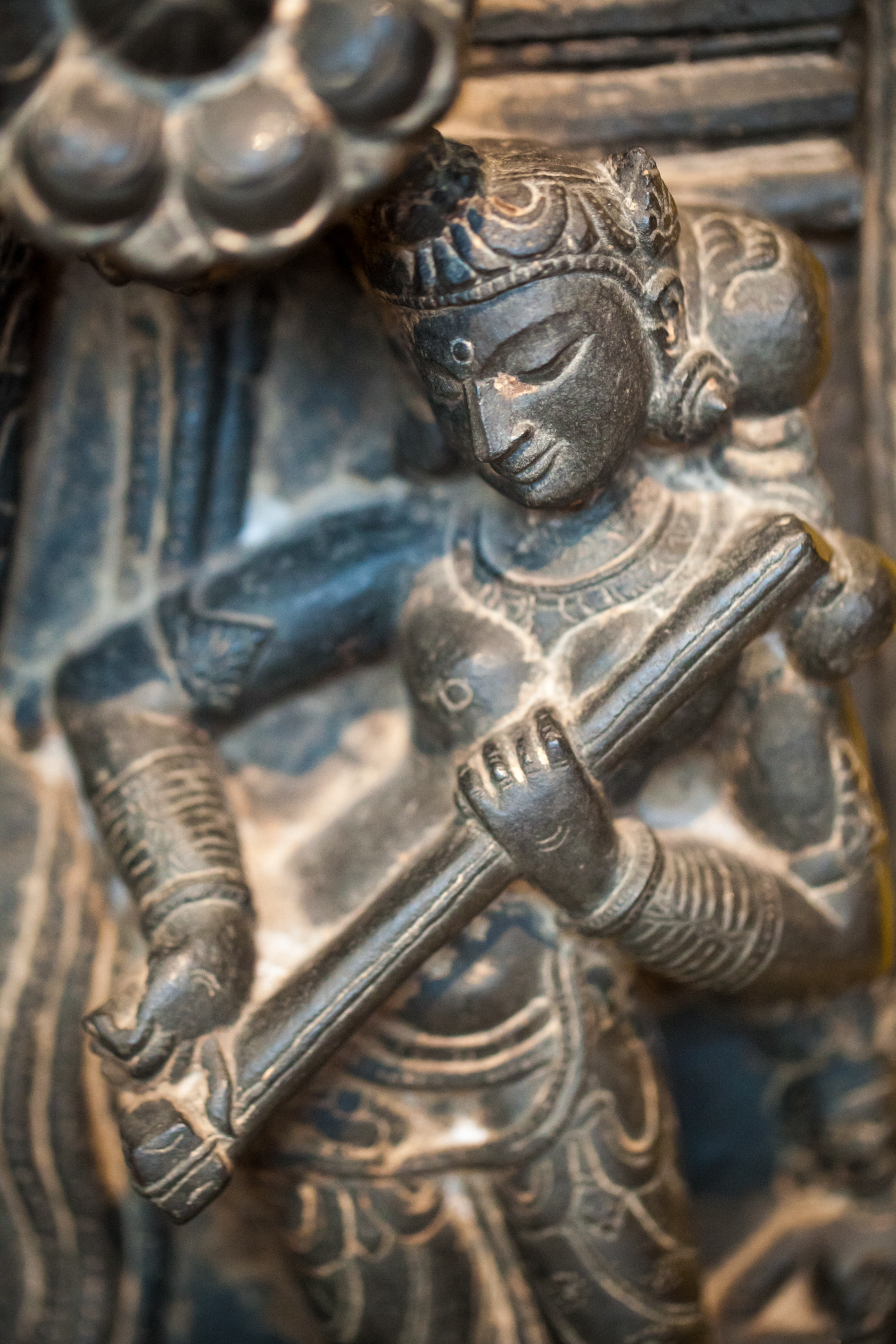
辯才天女演奏阿拉皮尼維納（英语：alapini vina） 孟加拉國帕拉時期，公元10至12 世紀

### 其他

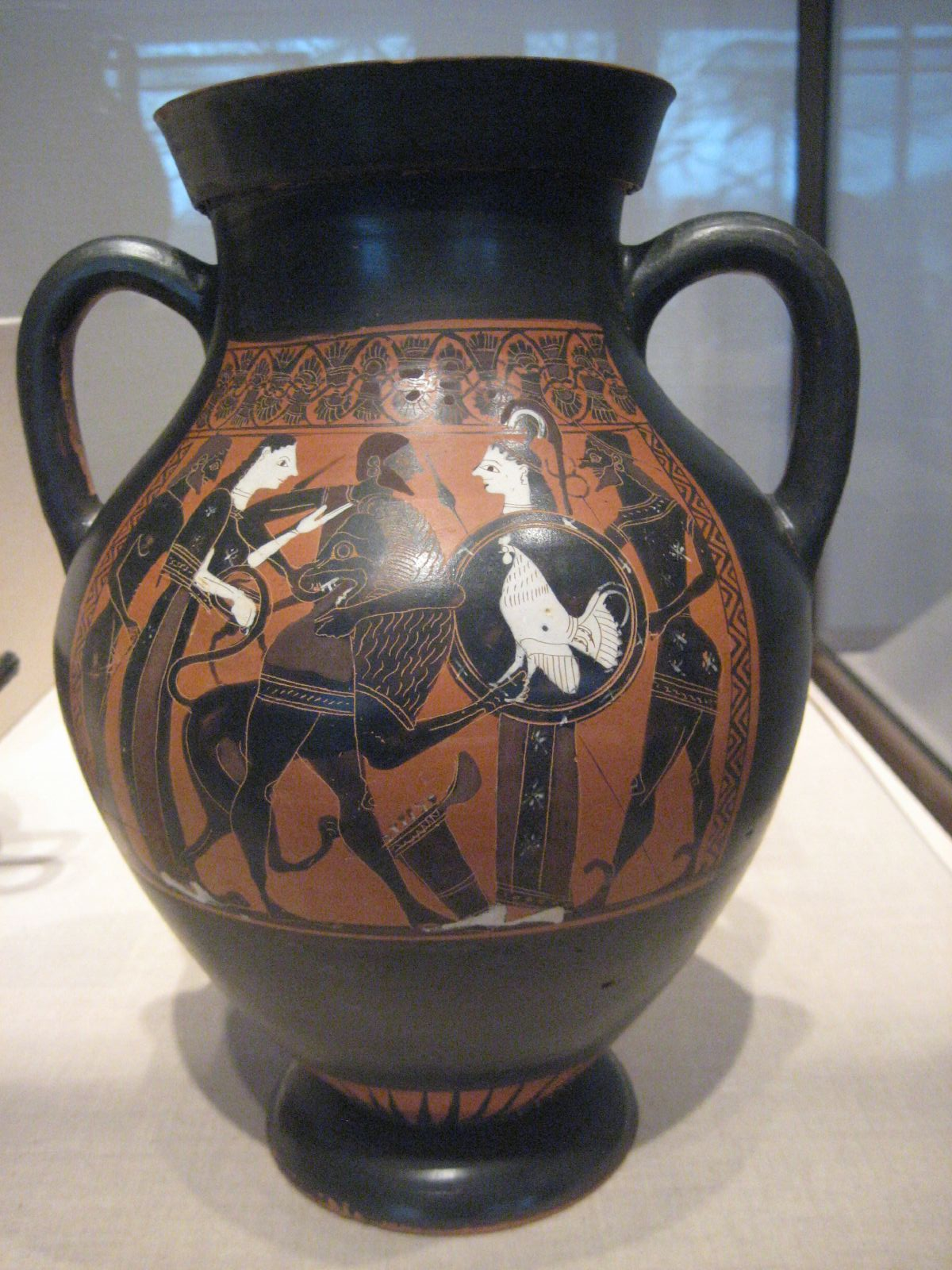
古希臘雙耳瓶，描繪了赫拉克勒斯殺死涅墨亚狮子的情景，左邊是伊奧勞斯和尼米亞，右邊是雅典娜和赫爾墨斯。公元前550–525 年。
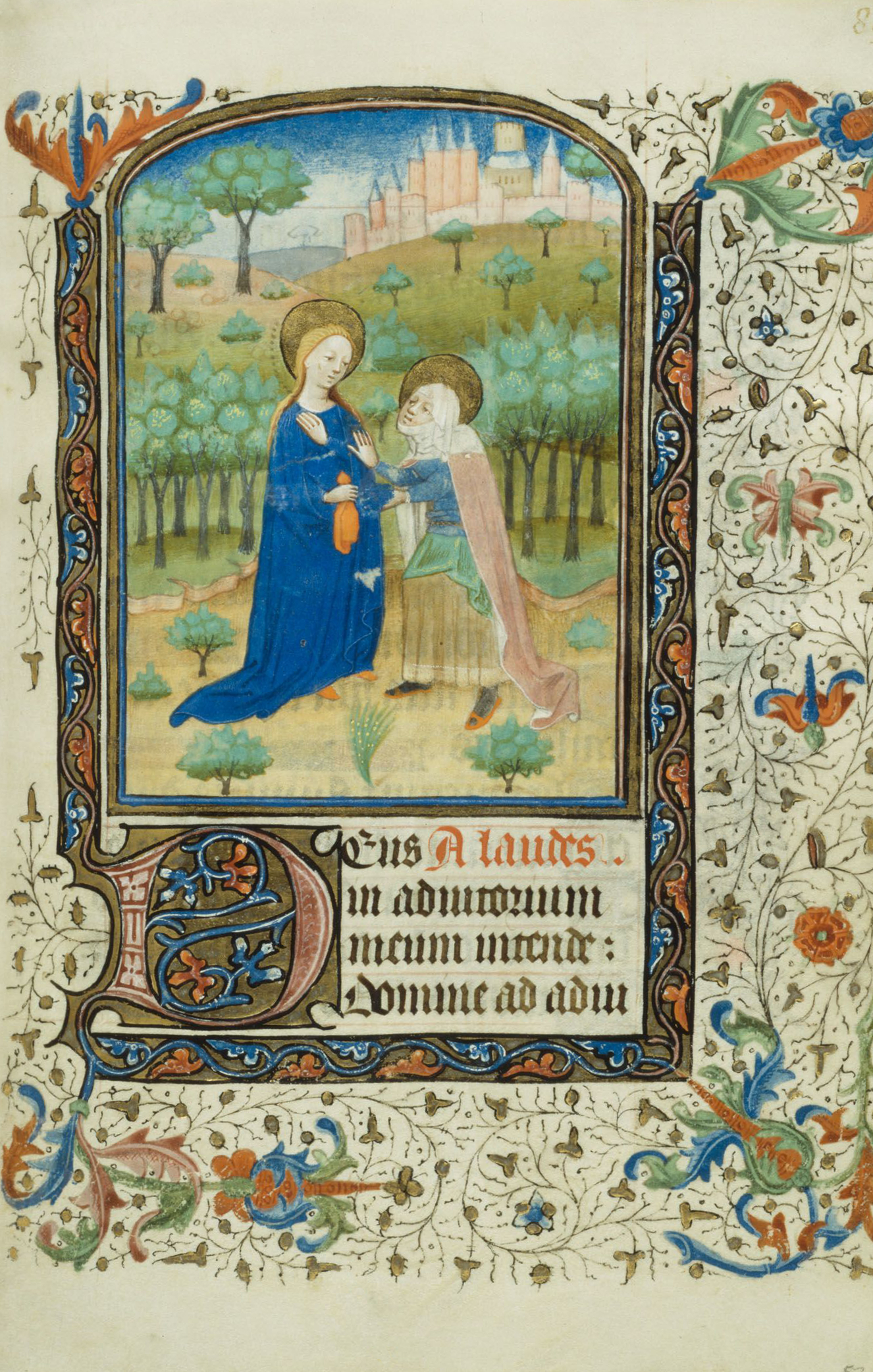
時禱書的發光手稿頁，1440/45年
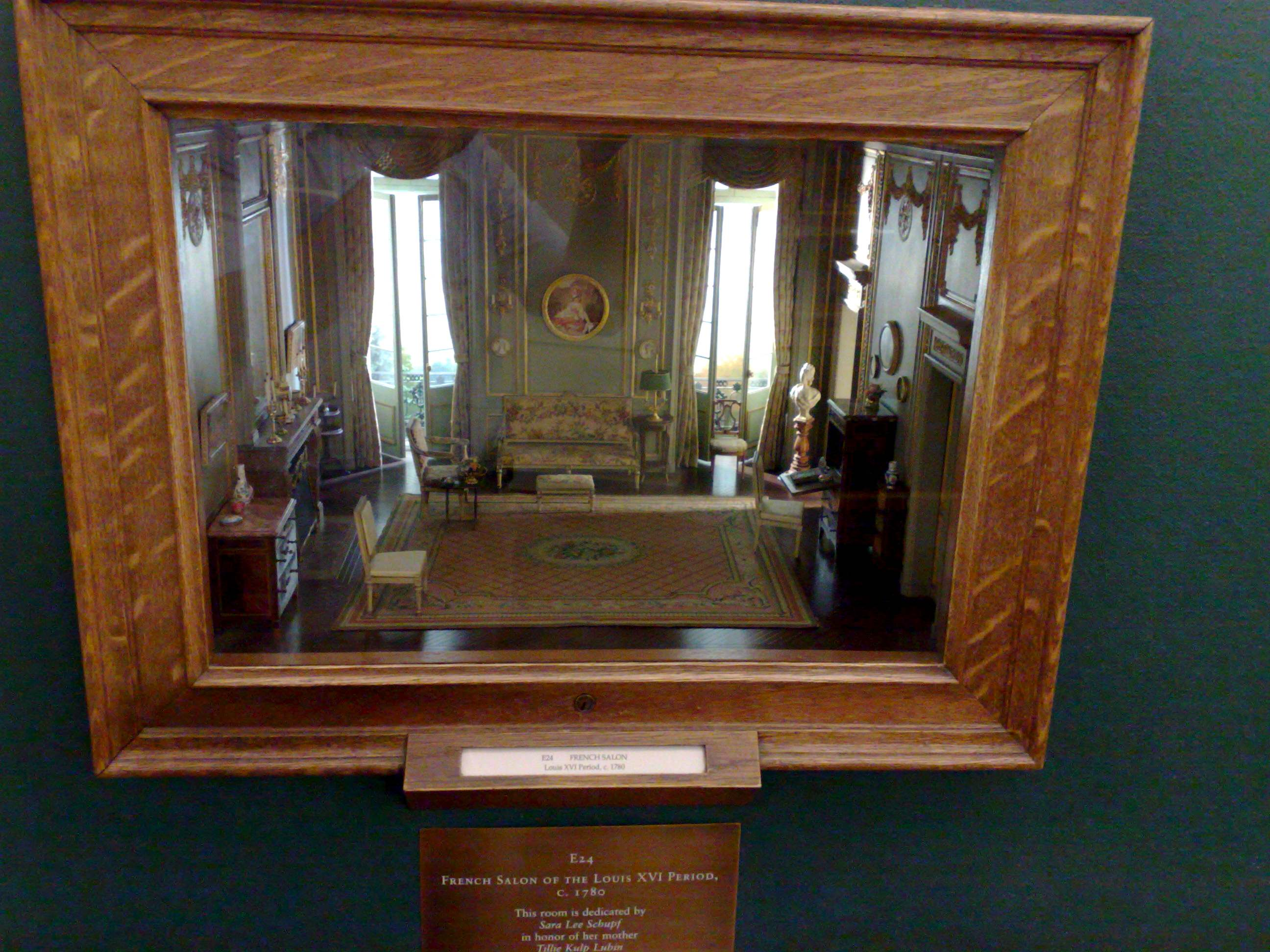
索恩微型房間模型（英语：Thorne_miniature_rooms），1930年代
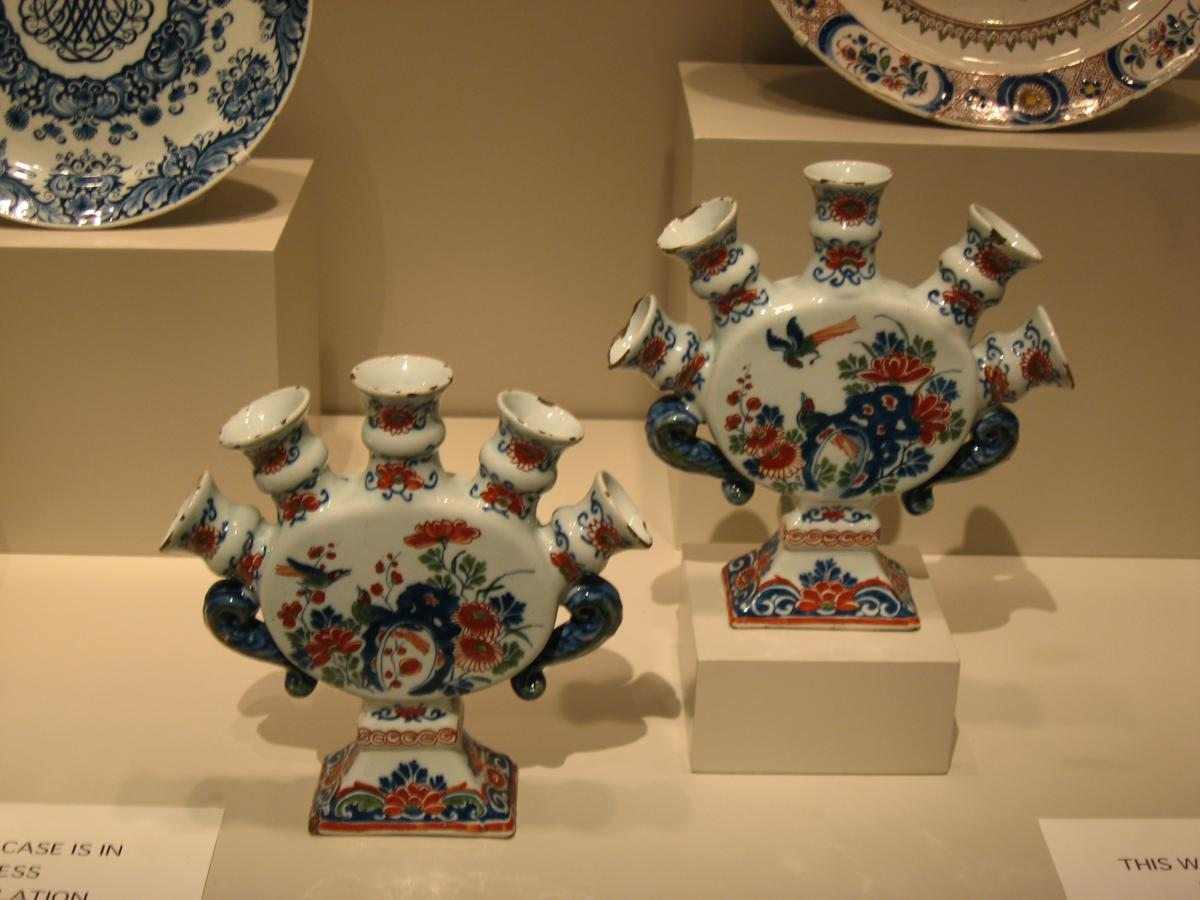
來自芝加哥藝術學院的瓷器收藏品
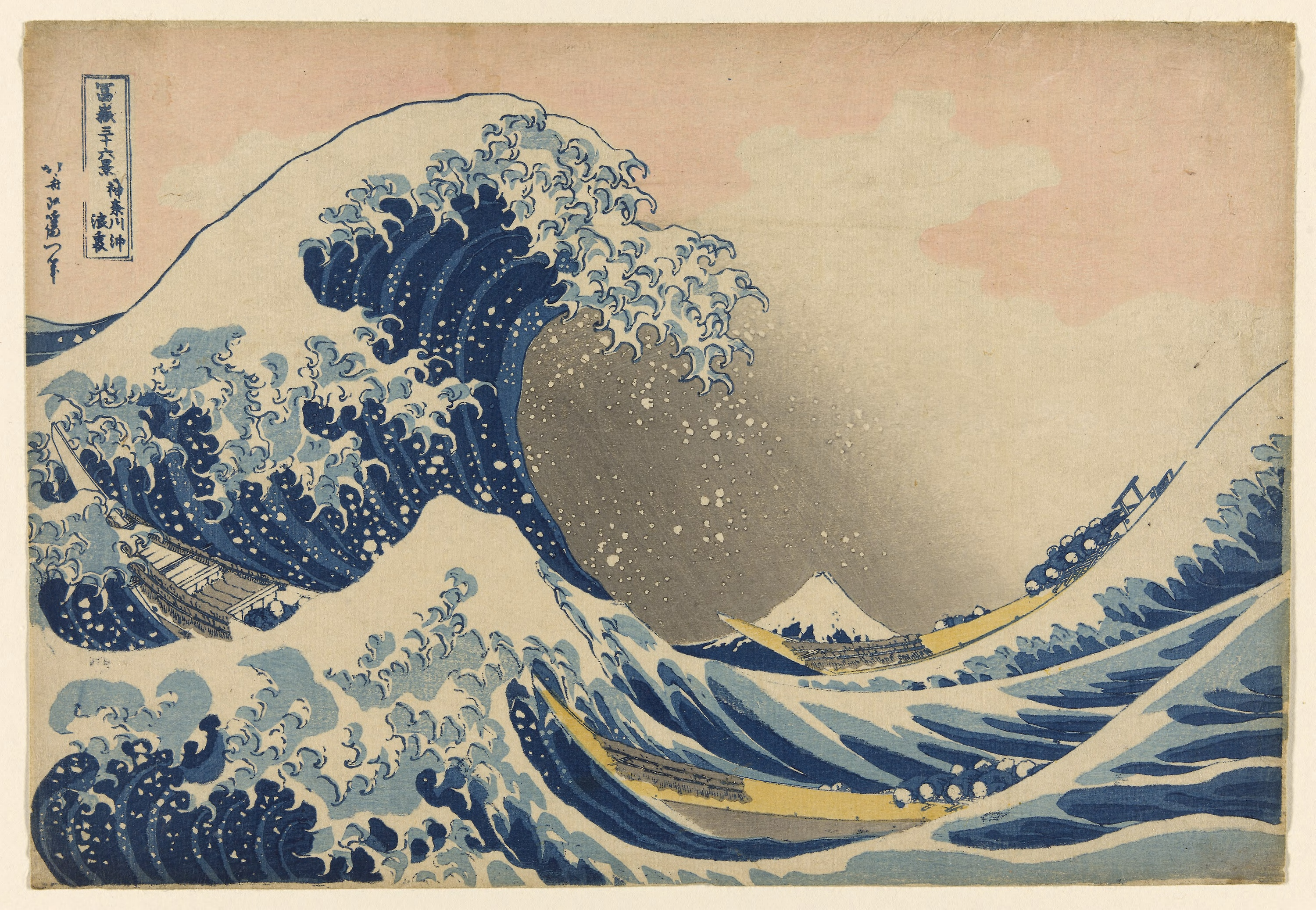
葛飾北齋《神奈川沖浪裏》，1831年至1833年間
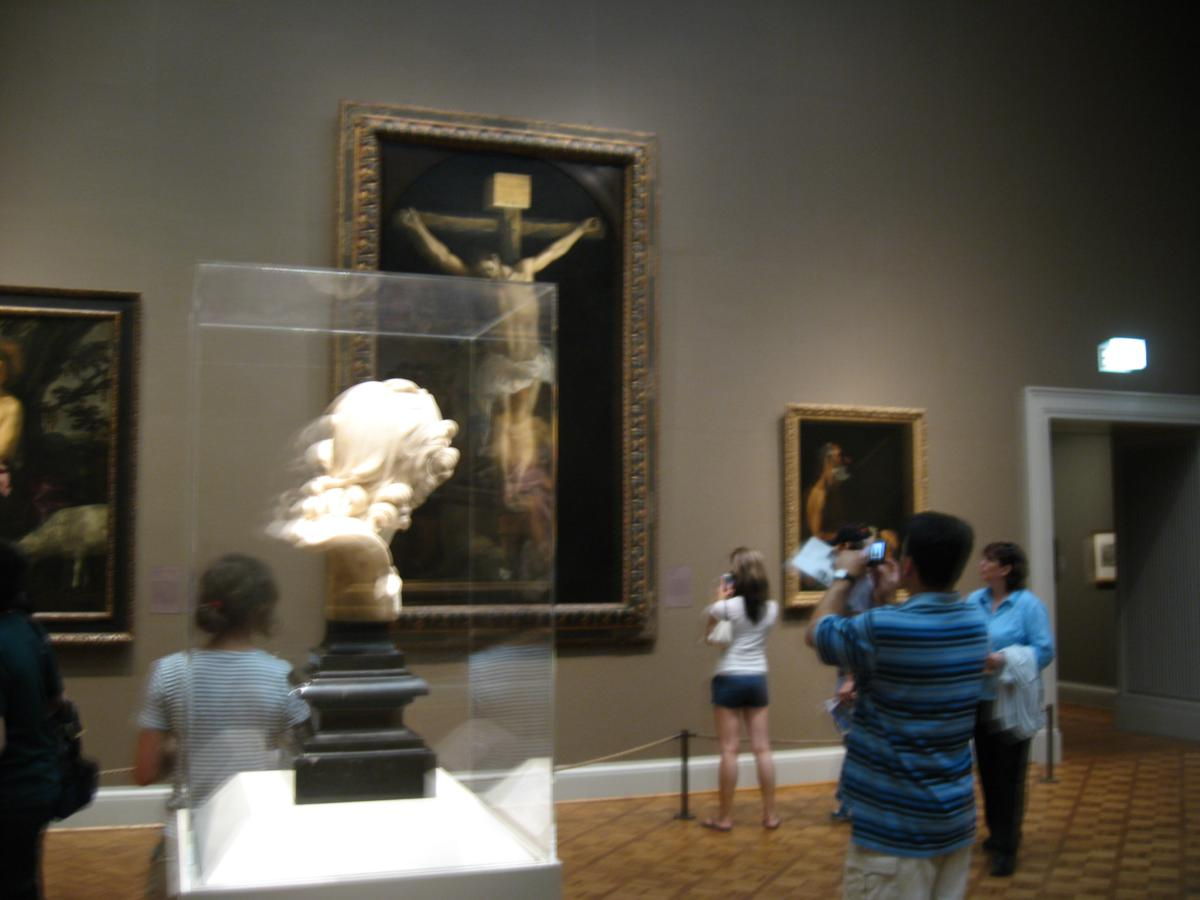
博物館大廳

## 另見
- 美國藝術學院（英语：American_Academy_of_Art_College）
- 貝西·班尼特（英语：Bessie Bennett），20世紀初裝飾藝術策展人
- 森林田園詩（英语：Forest_Idyl）
- 美國訪問量最大的博物館名單（英语：List_of_most-visited_museums_in_the_United_States）
- 芝加哥博物館和文化機構名單（英语：/List_of_museums_and_cultural_institutions_in_Chicago）
- 艾梅·萊昂·梅維斯（英语：Aimé_Leon_Meyvis）
- 芝加哥的視覺藝術（英语：Visual_arts_of_Chicago）

## 外部連結
- 官方网站
- Art Institute's Impressionistic collection, YouTube （页面存档备份，存于）